# 约瑟夫·斯大林
约瑟夫·维萨里奥诺维奇·斯大林（俄语：Ио́сиф Виссарио́нович Ста́лин；1878年12月18日—1953年3月5日），原名约瑟夫·贝萨里奥尼斯泽·朱加什维利，蘇聯政治人物、革命家、马列主义思想家，苏联最高领导人，从1924年執政直到1953年去世。曾任联共（布）中央委员会总书记、苏联人民委员会（后改称苏联部长会议）主席、苏联国防委员会主席。
朱加什维利生于俄罗斯帝国哥里，毕业于梯弗里斯神学院。成为马克思主义者后，加入俄国社会民主工党。他支持布尔什维克派别，并组织1907年梯弗里斯银行抢劫案以筹集革命资金。1913年开始使用笔名「斯大林」（Ста́лин，意为“钢铁之人”）。1917年俄国十月革命胜利，布尔什维克执政后，斯大林为7名政治局成员之一。斯大林在苏联成立后，成为苏共总书记。尽管列宁反对斯大林继续担任总书记，斯大林在党内辞去总书记遭党内反对未能辞去，1924年列宁去世后，斯大林成功掌权并清洗了反对派。他继承了一国社会主义，列宁新经济政策逐渐被计划经济、集体主义政策代替。斯大林成功实现大规模工业化，使苏联迅速转型成为重工業大国，工业产值仅次于美国。然而其推行农业集体化，引发1932年苏联大饥荒。1930年代，他在树立个人崇拜同时，对党、政、军领导人，少数民族以至群众進行大规模逮捕，流放或劳改等，造成数百万人死亡，这时期因而被称为苏联大清洗时期。1939年8月，斯大林與希特勒領導的納粹德國签订互不侵犯条约，并瓜分波兰，占领寇松線以西的西乌克兰、西白俄羅斯，此後苏联並依据进军占領波罗的海国家。然而雙方關係随后惡化，1941年德国撕毀協議入侵苏联；尽管初期有所损失，但苏联红军最终击败纳粹德国，取得了苏德战争的胜利，並宣告第二次世界大战歐洲戰場結束。二战后，苏联、美国成为2个超级大国，斯大林在东欧扶植社会主义阵营，在亞洲支持中華人民共和国、朝鲜及越南等社会主义国家成立。雙方分别支持的东方国家与西方国家展開对峙，形成冷战。與此同時，斯大林带领苏联完成战后重建，并使苏联成为第2个拥核国。面臨战后大饥荒，斯大林发起自然大改造和共产主义建设。1953年斯大林去世，此後尼基塔·赫鲁晓夫继任苏共中央第一书记，并在苏共二十大对其展开批判、进行去斯大林化。
斯大林被广泛认为是20世纪的最重要、最具影响力的人物之一。斯大林主义影响世界上众多的社会主义组织和政府，对其的批评则多强调他任内使得百万计人死亡，并发起大量的政治清洗、宗教、民族镇压等。2008年，全俄国家电视广播公司举行“最伟大的俄罗斯人”的评选活动，斯大林位居第3。

## 早年生活
約瑟夫·維薩里奧尼斯澤·朱加什維利的祖先来自第比利斯附近的济济-利洛村；家谱可以追溯到其曾祖父扎扎，之前世世代代是阿萨季阿尼公爵的农奴。扎扎多次参加暴动，逃亡，遭受酷刑和反复监禁，最后终于逃出公爵领地，娶妻生子。约瑟夫的祖父叫瓦诺，得以平安度过一生。瓦诺有两个儿子：格奥尔基和维萨里昂（别索）。格奥尔基没有后代；维萨里奥·朱加什维利是约瑟夫的父亲。
别索生于1850年，1861年俄国沙皇亚历山大二世解放了所有世代农奴，可向以前的领主赎买一块小份地。格奥尔基和维萨里昂（别索）兄弟于1870年代放弃了农民的生活，到哥里谋生。1874年别索在朋友家里做客时结识了加姆巴尔苏雷村16岁的凯凯（叶卡捷琳娜·格奥尔吉耶夫娜·格拉泽）。凯凯父亲早逝。1874年年底他们在哥里教堂举办了婚礼。别索按工厂主的订货坐在家门口缝鞋子；凯凯靠给人缝补洗晒衣服帮补家用。头两个儿子叫做米哈伊和格奥尔基，但都很快又夭折。约瑟夫生於俄罗斯帝国第比利斯省西部哥里城（今格鲁吉亚内卡尔特利大区区府），在家中排行第三。早期他父亲頗為富裕，拥有自己工厂，但其酗酒无度還经常家暴、毒打妻儿。及後家庭财政转差，他随父母多次搬家。1888-1894年第比利斯正教小学读书。1894年15岁时，他通過入學考試进入第比利斯的东正教中学第比利斯聖靈神學校读书；母语是格鲁吉亚语，在那里他精熟俄语，但讲俄语时仍带有格鲁吉亚口音。接受了七藝類學科，如文法、修辞、几何、代数、逻辑、观星（天文）、希腊语（正教必修）、美术、音乐、击剑、射击、游泳等课程教育，成绩不是滿分5分，就是4分，还自学亚美尼亚语和马术。1895年，他开始阅读革命书籍，深受马克思主义影响。1898年8月，他加入俄国社会民主工党。1899年，因无法支付突涨的学费，最终放弃考试，被学校开除。随后他供職於第比利斯气象观测台，积极参与革命。1903年，俄国社会民主工党分裂，他选择加入以弗拉基米尔·列宁为首的布尔什维克。1905年12月，朱加什维利参加在芬兰坦佩雷举行的坦佩雷会议，与列宁首次见面。1906年4月参加在瑞典斯德哥尔摩举行的俄国社会民主工党第四次代表大会，与终生相识伏罗希洛夫、捷尔任斯基、季诺维也夫结识。此后，他回到高加索地区，成为主要革命活动者，组织罢工、发放传单，为布尔什维克活动募集资金，為之而抢劫银行、绑架、敲诈。1906年夏天，他和叶卡捷琳娜·斯瓦尼泽结婚，不久首个儿子雅可夫·朱加什维利诞生。

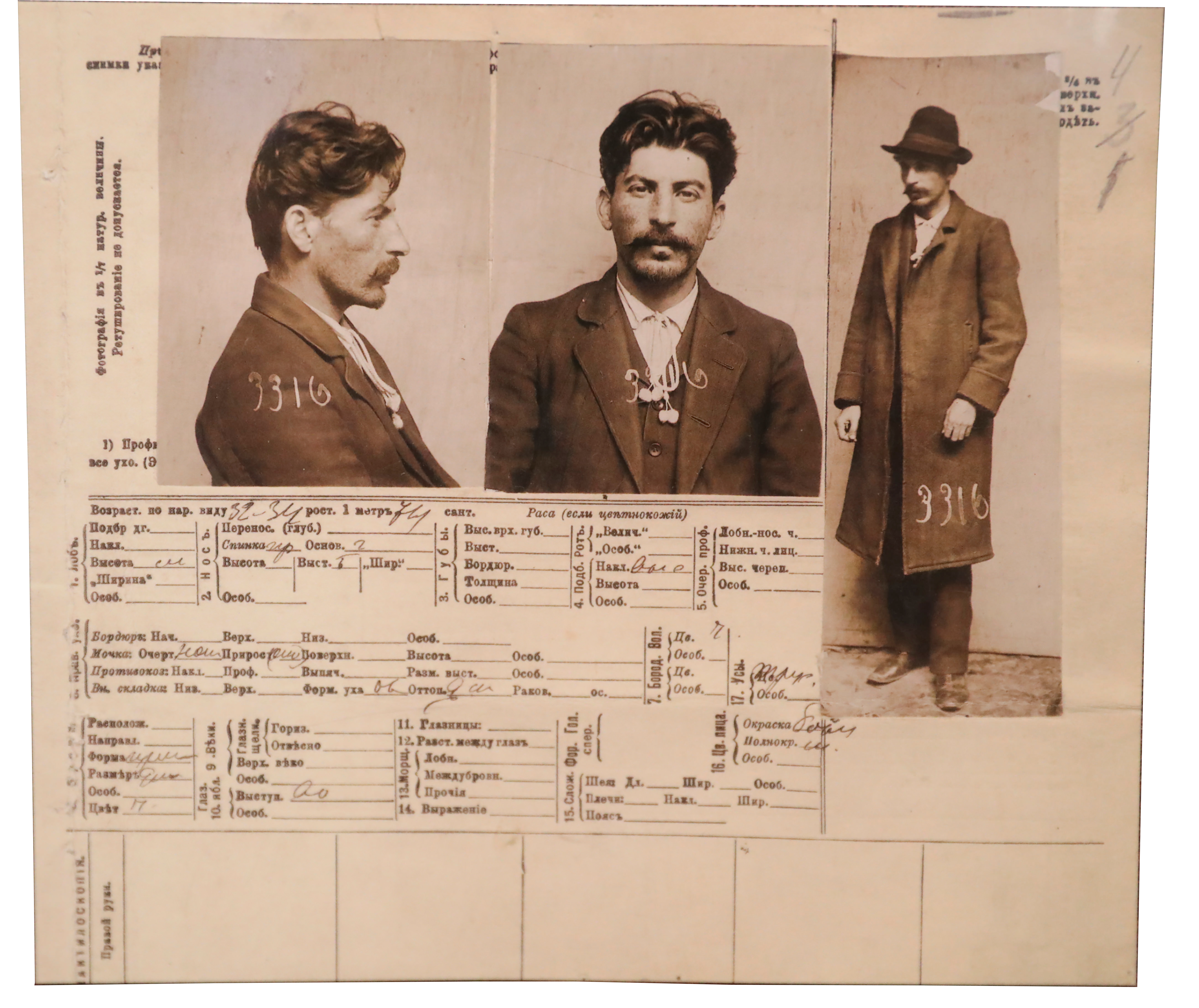
圣彼得堡沙皇秘密警察关于约瑟夫·维萨里奥诺维奇·泽·朱加什维利（斯大林）的档案，1911年

1907年6月26日，他和手下在第比利斯市内广场伏击帝国银行护送队。枪战中，自制炸弹爆炸殺死40人，而他和手下則劫取了25万卢布，分文不留，全数上交给组织。但当时孟什维克主导的外高加索党组织认为抢银行属于违纪行为，将朱加什维利开除出党。此时朱加什维利的妻子已经身患重病，由于被开除出党领不到工资，又没有从巨款中贪污，没钱给妻子治病，后者于1907年12月因斑疹伤寒离世。他在悲痛中渡过几个月后，把孩子雅可夫交给娘家抚养。到巴库后，他积极从事阿塞拜疆和波斯地区革命活动，暗杀极右翼民族主义团体“黑色百人团”成员，并参与绑架、抢劫等。1902年4月－1913年3月间，因参加革命活动被逮捕7次、流放6次，从流放地逃出5次。1912年，他来到圣彼得堡，在列宁指示下创办《真理报》。1913年3月，他发表《马克思主义和民族问题》一文，首次使用笔名“斯大林”。不久，他最后一次被捕。1916年，沙俄政府将他强征入伍参加第一次世界大战，却被医生检查出左臂有伤，于是他免于参与动员，被流放到阿钦斯克。

## 革命时期

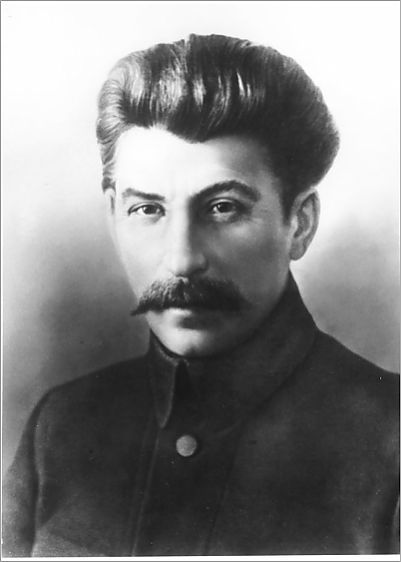
斯大林肖像（摄于1917年）

1917年俄国二月革命爆发，沙俄罗曼诺夫王朝灭亡。斯大林被释放，他于3月25日重返彼得格勒（圣彼得堡），与列夫·加米涅夫、维亚切斯拉夫·莫洛托夫等人继续从事布尔什维克《真理报》的编辑工作。他们曾一度对亚历山大·克伦斯基的俄国临时政府持支持态度，而在4月召开的党内会议中，列宁主张推翻临时政府，斯大林等人于是转变立场支持列宁。会议上他被选为布尔什维克中央委员会成员。同年发生七月事件，列宁由于试图发动革命而被临时政府所通缉，斯大林协助他逃往芬兰，为了避免扩大流血冲突，斯大林下令让被围困的布尔什维克党员投降。不久列宁重返俄国，并在斯莫尔尼宫策划武装起事推翻临时政府，斯大林成为领导团体的一员，最终布尔什维克在十月革命中成功夺取政权，随后他被任命为民族事務人民委員部主席。
1918年，俄国内战爆发。斯大林和列夫·托洛茨基等人入选由列宁组建的五人主席团。同年5月，他被派往察里津征粮，在克里门特·伏罗希洛夫、谢苗·布琼尼等人的支持下他加強在军队中的影响力，9月17日任命為紅軍南方革命軍事委員會主席，是首次擔任紅軍軍職。期间，斯大林多次违抗时任军事革命委员会主席托洛茨基的决议，处决很多在沙皇时代任职的红军军官以及“反反革命”。为了征粮，他还使用焚烧村庄的手段，逼迫农民服从和防止食物供应被强盗劫掠。最终红军在察里津战役中取得胜利，同时他也和第一骑兵军的军人建立政治上的合作关系。在斯大林掌权后，察里津被改名为斯大林格勒（1961年改称伏尔加格勒）。1919年初斯大林被调回莫斯科，3月24日他与娜杰日达·阿利卢耶娃结婚。5月他又被派往彼得格勒附近的西部前线，期间他严厉的把红军的逃兵當作叛徒而集体处决。
1919年波苏战争爆发。任紅軍西南方面军政委的斯大林希望夺取波兰城市利沃夫，然而此舉却违背列宁和托洛茨基主攻华沙的战略意图。他的政治把戏促使第一骑兵军的谢苗·布琼尼和亚历山大·叶戈罗夫违背中央的命令，拒绝援助米哈伊尔·图哈切夫斯基的西北军，最后紅军在利沃夫和华沙的两场战役均以失败告终。归国后，斯大林的行为受到批评，他则辩护说问题在于中央的决策，而同时也主动辞去军职。在党内第九次会议中，托洛茨基更是公开的指责他。

## 掌权

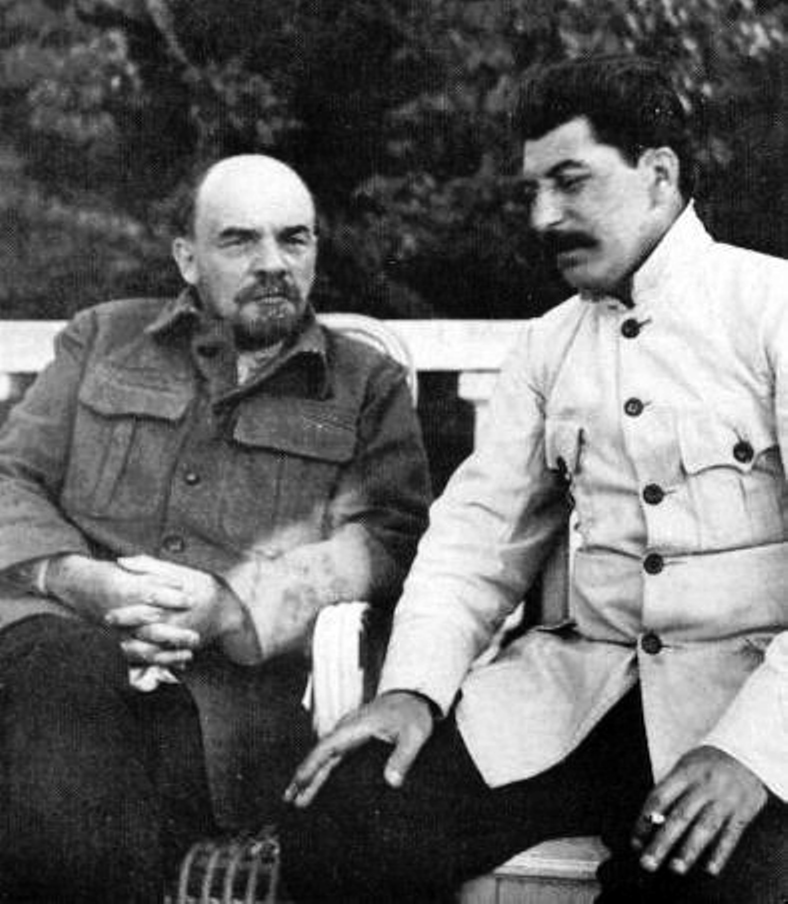
列宁和斯大林，攝於1922年

1921年苏联红军进入格鲁吉亚，建立格鲁吉亚苏维埃社会主义共和国，斯大林在其中舉足輕重。由于那时许多人并不把“总书记”的职务当做一回事，觉得这是纯属机关性质的，并非很高级的职务，于是在加米涅夫襄助下，1922年4月3日，斯大林在俄共第十一次代表大会上被选为首任苏联共产党中央委员会总书记。在任命斯大林之际，列宁认为，需要严格限制总书记的职权范围，严格限于党务，同时决定尽快解除斯大林的人民委员职务。列宁起草的全会关于书记处工作安排的决定中写道：“责成斯大林同志立即给自己物色几名副手和助手，使他解脱苏维埃机关的工作（除原则性的领导外）。”同年5月列宁突然中风，被迫停止政务活动。在处理格鲁吉亚事件时，斯大林要求削减格鲁吉亚的地方自治权，主張格鲁吉亚苏维埃應并入南高加索联邦再并入苏联，引起当地布尔什维克的不满。他和谢尔戈·奥尔忠尼启则于是对反对派使用粗暴的高压政策，列宁对此非常反感，称他们的行为是“大俄罗斯沙文主义”。同时，斯大林要求放松外贸垄断的建议也跟列宁发生分歧。列宁于是在《列宁最后的遗嘱——给代表大会的信》中写道：“斯大林同志当了总书记，掌握了无限的权力，他能不能永远十分谨慎地使用这一权力，我没有把握。”“斯大林太粗暴，这个缺点在我们中间，在我们共产党人相互交往中是完全可以容忍的，但是在总书记的职位上就成为不可容忍的了。因此，我建议同志们仔细想个办法把斯大林从这个职位上调开，任命另一个人担任这个职位，这个人在所有其它方面只要有一点强过斯大林同志，这就是较为耐心、较为谦恭、较有礼貌、较能关心同志，而较少任性等等。”同时列宁寻求与托洛茨基更紧密的合作。斯大林得知后，在电话里辱骂和恐吓列宁的妻子娜杰日达·克鲁普斯卡娅，列宁之后愤怒的写信给斯大林，说到：“您竟然粗暴地要我妻子接电话并辱骂了她。尽管她向您表示同意忘记您说的话，但季诺维也夫和加米涅夫还是从她那里知道了这件事。我不想这样轻易地忘记反对我的言行，不言而喻，我认为反对我妻子的言行也就是反对我的言行。因此，请您斟酌，您是同意收回您的话并且道歉，还是宁愿断绝我们之间的关系。”并以绝交威胁他道歉。斯大林选择低头认错最终事情平息。1923年初，列宁在《宁肯少些，但要好些》中批评长期由斯大林领导的工农检查人民委员部，他写道：“让我们直说吧，工农检查人民委员部现在没有丝毫威信。大家都知道，再没有比我们工农检查院这个机关办得更糟的机关了。”民族事务人民委员部在成立苏联的过程中才发挥出重要作用，但斯大林的“自治化”方案受到列宁的严厉批评和否定。在列宁健康恶化时期，斯大林和列夫·加米涅夫、格里戈里·季诺维也夫建立政治同盟，共同对抗列宁支持的，党内威望较高的托洛茨基。
1924年列宁逝世后，列宁的妻子克鲁普斯卡娅把《列宁的遗嘱》交给中央政治局。在苏共第十三次代表大会上，列宁的遗嘱没有被公布于众，而仅仅是在中央委员会的高级领导人中传达，斯大林根据列宁遗嘱的建议提出辞职，而加米涅夫、季诺维也夫等人不同意，他们认为列宁的建议是不合适的，并一致选举斯大林为苏共中央总书记。托洛茨基写下《论列宁》和《十月的教训》，捍卫列宁主义，直言不讳的批评加米涅夫、季诺维也夫等人，促使两人與斯大林联手形成共同对抗托洛茨基的局面。三人发表文章称““托洛茨基主义”並非真正的列宁主义”，斯大林还表示“党的任务就是要埋葬托洛茨基主义这一思潮”。被孤立的托洛茨基在政治斗争中失败，被解除革命军事委员会主席的职务。而不久之后，斯大林與加米涅夫、季诺维也夫的意見亦見分歧：斯大林支持尼古拉·布哈林的意见，延续新经济政策，減少约束农民，并希望先在一国建成社会主义；而加米涅夫和季诺维也夫反对放大新经济政策并拥护世界革命的主张，他们形成“新反对派”，1925年在党的第十四次代表会议上，他们和斯大林为首的主流派公开对抗，却以失败告终。季诺维也夫于是重新联合托洛茨基，并和列宁遗孀克鲁普斯卡娅等人结成反对派联盟，共同和斯大林的“右倾”集团斗争。斯大林充分利用中央权力打压反对派，1927年12月党的第十五次代表大会后，托洛茨基、季诺维也夫、加米涅夫等人被先后开除出党。

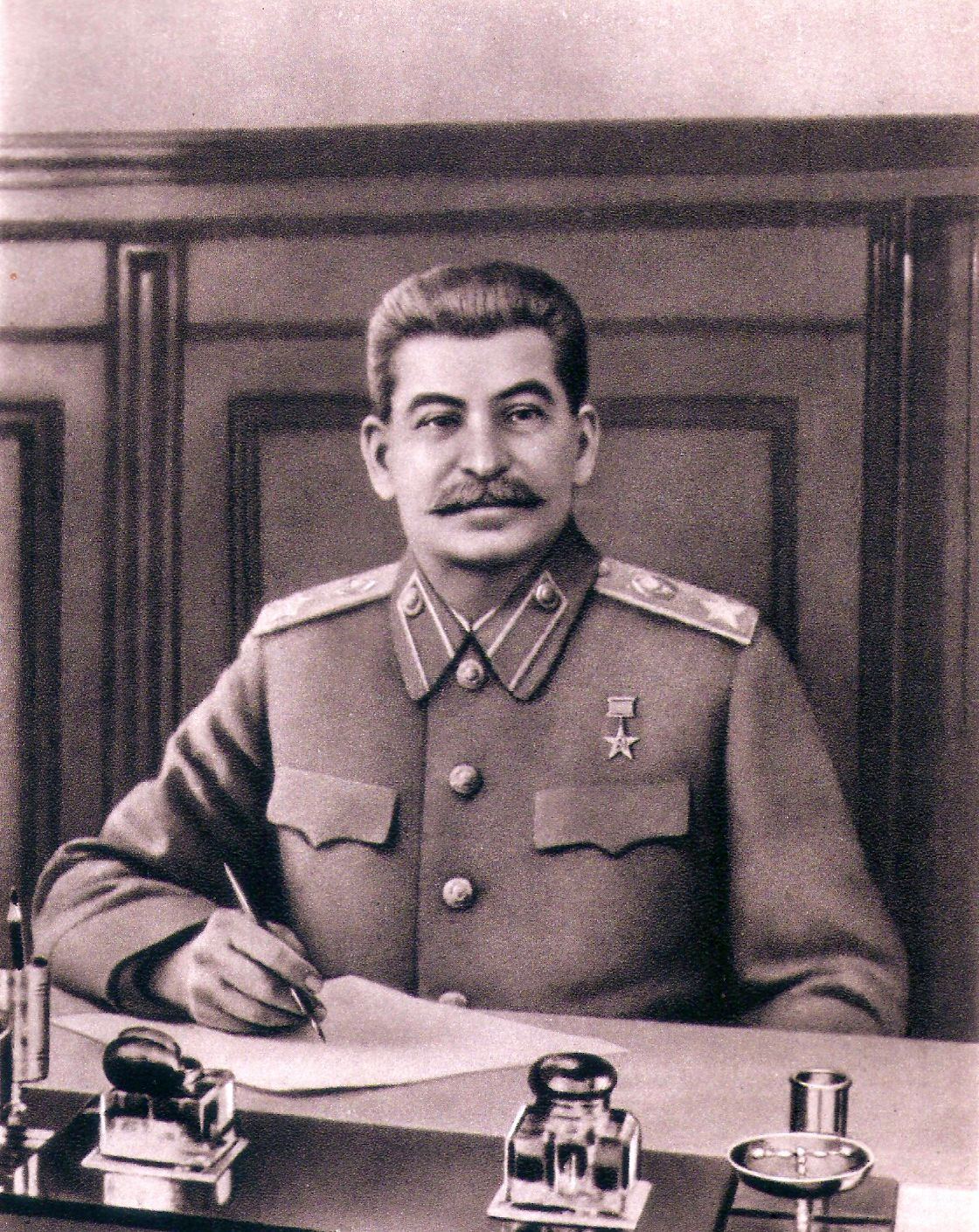
身着苏联元帅军服辦公中的斯大林 摄于1947年

1927年末，苏联谷物短缺，斯大林认为其為富农囤积之果。他力求迅速消灭富农阶级，並始推农业集体化政策。而布哈林等人认为谷物收购危机原因不在于富农，而在于不合理之收购价和工业品不足，堅持新经济政策。斯大林于是批评布哈林等人是党内右倾投降主义集团，并于1929年将布哈林逼出政治局。

## 統治苏联

### 农业集体化
1927年－1928年，由于苏联国家规定的粮食价格太低，农民并不急于卖粮，使粮食收购出现短缺。斯大林认为造成危机的原因是富农阶层的蓄意破坏，他不顾布哈林等人的反对，一方面采用特殊手段打击富农，强迫他们按指定价格卖出余粮；另一方面推行农业集体化政策。1927年12月，斯大林又提出“消灭富农”的口号，命令没收富农的财产并将他们放逐，不准他们加入集体公社。由于对“富农”概念缺乏准确界限，集体化开始时国内“富农”佔农户总数不到3%，而最后被剥夺的农户却达到农户总数的6%－8%，部分中农和贫农也被当作富农剥夺。1929年11月苏共中央全会通过决议开始全盘集体化，从此集体农庄的规模以惊人的速度增长（两个月内集体农庄的比例从15%增长到59.3%），执行过程中，底层执行者经常采用威胁、恐吓等手段强迫农民入社。比如，威胁如果不加入就会被当成富农被驱逐1930年3月2日，斯大林在《真理报》发表《胜利冲昏头脑》一文，批评全盘集体化运动中违反农民自愿原则的过火行为，于是引发大规模退社的浪潮。全国的报纸都收录了这篇文章的全文1930年6月，集体农庄比例已由60%降到23.4%，斯大林不得不在6月召开的苏共第十六次代表大会上再次改变态度，赞扬全盘集体化的成就并批评反对者是“和共产主义的敌人勾结在一起的人”，又一次掀起集体化运动的高潮。到1933年底未加入集体农庄的农户仅占0.2%，至此全盘集体化的目标基本实现。
农业集体化政策引起很多农民的不满，他们在入社前屠杀和出售牲畜，到了1933年，苏联的牲畜总量将近损失50%。部分农民在绝望中毁坏工具、焚烧谷物，还时常参与纵火、暗杀等破坏活动。全盘集体化也没有给农业生产效率带来明显提高，1932年－1934年之间，苏联出现严重的饥荒，农业总产值下降23％。而且在1936年－1940年集体化完成后，农业总产值也只是维持在1924年－1928年的水平。
在1928年－1934年间农业集体化过程中，苏联的谷物总产量下降7.8%，而同期的国家收购量却增加150%，这直接导致苏联各地爆发严重的饥荒。在此次饥荒中死亡的人数大约在600万－1000万之间，其中以乌克兰大饥荒最为惨重（饿死250万－500万人）。为了控制农民向人满为患的城市转移，政府恢复沙皇时代的内部护照制度，宣布农民不经许可滞留城镇为非法行为。在此期间国内数以万计的农民暴动此起彼伏，苏联当局不得不使用正规军以剿匪的名义镇压反抗农民。
1945年二战结束后，苏联再次出现饥荒，约有100万－150万人因此而丧生。

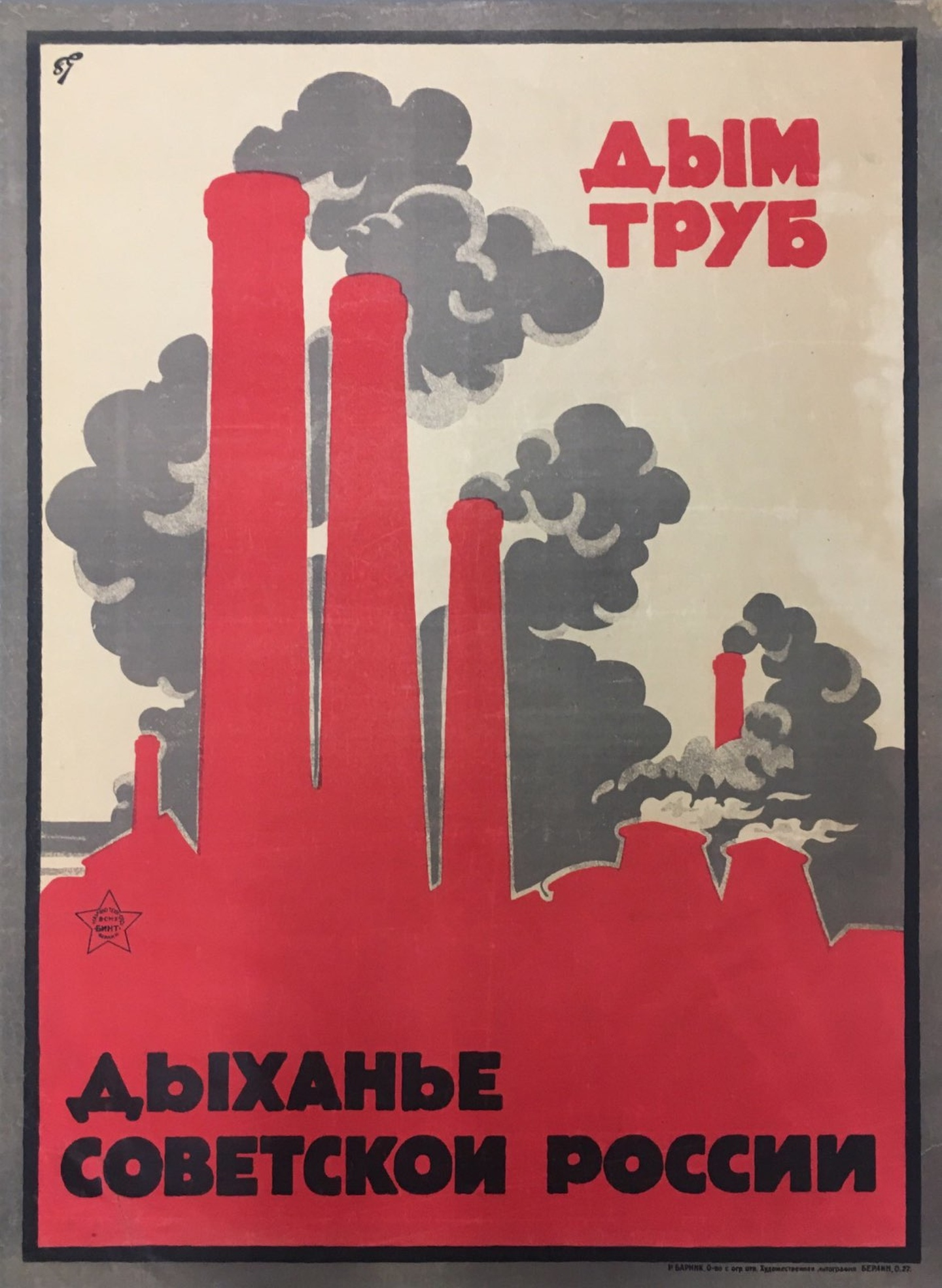
苏联宣传画：工厂的烟雾是苏俄的呼吸

### 大规模工业化
从1927年到1941年苏德战争爆发为止，斯大林提出要在短期内实现赶超发达国家的目标，于是按照每五年一计划的方式，以高度集中的指令性计划经济模式发展经济。1928年－1932年的第一个五年计划主要推行农业集体化政策。随后的第二个五年计划则以牺牲农业为代价，大规模发展重工业。在这段时间内，苏联的工业总产值以惊人的速度增长，1937年第二个五年计划结束后，工业总产值达到1928年的446%，平均每年增速为18%。其中钢产量达1770万吨，煤为1.28亿吨，电力为362亿度。期间在乌拉尔山以东的马格尼托哥尔斯克、库兹涅茨克等地建立诸多新兴工业区。1938年起第三个五年计划则集中发展军事工业，到1941年6月，苏联的坦克总数高达2.4万台，火炮约11万门，飞机1.8万架，成为重工业和军事大国。但苏联国内日常消费品的生产却被忽视，城市居民并未分享到多少工业进步的成果。和1928年相比，1937年苏联的人均食品消费和人均工业消费品量下降3%－8%。有资料显示，工人需要付出超出常人的工作量，且不能达到生产要求的会被处分，以至进行劳改甚至被枪决。另一些资料却显示，工人们却有良好的福利保障，八小时工作制得到落实。1935年首先取消面包和面粉、米的配给制，后来又取消了按定额发放的其它食品的配给制。1936年初，工业品也采取类似的措施。”与1932年相比，苏联1937年通过零售商品流转渠道供应的重要日用工业品和食品增长情况如下：针织外衣增长2.86倍，针织内衣3.08倍，砂糖1.92倍，动物脂肪1.59倍，糖果点心0.81倍，灌肠和熏制食品3.90倍，靴子1.18倍，长、短裤子0.97倍，自行车3.2倍，留声机10.7倍，手表7.2倍。消费品的销售额有很大的增长。

### 科学
苏联政府治下的科学一如艺术和文学一样受到严厉的意识形态控制。在不涉及意识形态的领域有长足的进展，但是斯大林时期在科学领域非常著名的一件事就是宣传李森科的生物学说而反对孟德尔的遗传学说，称其为“资产阶级伪科学”转而宣传李森科的杂交学说，从而造成农业减产。凡是敢于公开提出质疑批评的都受到谴责和监禁。

### 宗教
斯大林是一个无神论者，他忠实地执行着「要建设社会主义，就要消除宗教」这一信条。苏联政府通过无神论教育、反宗教宣传和反宗教社会机构、歧视性的法律和恐怖运动对付信徒们。到1930年代晚期在公开场合表明自己与宗教有关已经是一件危险的事。
斯大林对东正教的迫害，使得作為社會組織的東正教在1930年代几乎被消灭。1917年時東正教有5.4萬個教區，1939年時還保有宗教活動的教區僅剩數百個，大多數教堂被毁，数以万计的僧侶、教士、修女被迫害或处决。大清洗中就有超过十万人被枪决。在二战中，史達林利用宗教组织作为一种爱国组织，得到一定的复兴，東正教数以千计的教区又重新兴办，直到赫鲁晓夫时期又迎来新一轮的压制。俄国东正教会对苏联政府和斯大林的承认使得它与外国东正教会决裂。
斯大林在死去前不久还下达新的迫害宗教的命令。在苏联很多少数的教派如天主教、重洗派新教、藏傳佛教、伊斯兰教和犹太教都受到相同的待遇：大量神職被屠殺，教堂、佛寺、清真寺、猶太會堂被拆毀，包括了許多神像與宗教藝術。

### 个人崇拜
斯大林在苏联建立他自己和列宁的个人崇拜。他不顾列宁的遗孀克鲁普斯卡娅反对，将列宁的遗体安放在水晶棺内供人瞻仰。斯大林自己也曾是大规模敬爱甚至是崇拜的中心。一些城镇、乡村、城市以他的名字命名，如斯大林格勒，还有斯大林奖、斯大林和平奖等等。这种个人崇拜在苏德战争胜利后达到顶峰，斯大林的名字还被写入新的苏联国歌。他同时成为诗歌、音乐、绘画、电影等各种文化作品的焦点。托洛茨基曾批评斯大林的个人崇拜，认为建立这样的个人崇拜将个人价值凌驾于党和阶级之上，违反社会主义的价值，从而没有人能对斯大林进行个人批评。苏联境内处处树立斯大林的像，尽管照片显示他只有165–168公分高，雕像的高度却和沙皇亚历山大三世相当。私生活的领域也不能免于斯大林文艺的包围，从1930年代初起，很多居家里都有一间“斯大林屋”用来放置他的肖像片之类宣传品。

斯大林在发表演讲

### 斯大林主义
斯大林主義是指苏联和受苏联影响的社会主义国家，在斯大林统治下及其之后的共产主义理论，主要包括斯大林的政治经济外交主张，其中有一国社会主义、社会主义社会始终存在阶级斗争等观点。但是，斯大林本人从来不承认自己创立任何同马克思列宁主义并列的所谓“斯大林主义”，一直以来他都认为自己是列宁的学生。很多人认为斯大林主义的一个核心是中央集权体系。托洛茨基认为斯大林主义体制的本质是独裁政策，这个解释被反对斯大林主義的评论家们广泛运用。斯大林主义还经常被他们称为“红色法西斯主义”。季米特洛夫认为：“国际共产主义运动的全部经验证明这个真理：谁如果不是真正的列宁主义者，他就不可能是真正的马克思主义者；谁如果不是真正的斯大林主义者，他就不可能是真正的列宁主义者。”
戈尔巴乔夫时期，对整个斯大林模式或说斯大林主义加以全盘否定，以建立“民主、人道的社会主义”。1988年12月波兰统一工人党中央第一书记雅鲁泽尔斯基承诺坚决地摒弃一切过时的东西，铲除斯大林主义的残余，“不让永远结束的历史重演”。1989年3月7日波兰统一工人党中央政治局讨论有关彻底消除斯大林主义的决议的执行情况，强调一定要把为斯大林主义受害者平反的工作进行到底。1979年中国托派理论家郑超麟出狱后提出“斯大林主义的社会阶级基础是官僚干部”。

### 大清洗
1934年12月1日，苏联政治风头正盛的列宁格勒州委书记谢尔盖·基洛夫在斯莫尔尼宫三层被刺客枪击头部身亡。斯大林对此案高度重视，他亲自前往列宁格勒参与调查和审讯，并且宣称此次暗杀是由托洛茨基及其反对派所策划，开始针对老布尔什维克的清洗。1935年2月原内务人民委员部的党中央书记亨里希·雅戈达被尼古拉·叶若夫接替。同时安德烈·维辛斯基被任命为检察长。斯大林以“托洛茨基－季诺维也夫反苏联合总部”的名义逮捕季诺维也夫、加米涅夫等人，以逼供手段迫使他们认罪，最后于1936年8月在莫斯科公审将他们处死。不久后，又以“托洛茨基反苏军事组织”的指控处决图哈切夫斯基等红军将领。1938年3月针对“右派和托派反苏联盟”，斯大林又以同样的手段处决布哈林等人。1938年4月内务部的叶若夫被拉夫连季·贝利亚接替，失势的雅戈达、叶若夫均遭到清洗。1940年，身在墨西哥的托洛茨基被苏联特务刺杀。大清洗最终变成对党、政、军、中央、地方干部的全面清洗和镇压，受害者的人数至少在70万人以上。列宁时代的政治局成员“老布尔什维克”只剩下斯大林，米哈伊尔·加里宁和莫洛托夫三人，苏联元帅中的五人只剩下伏罗希洛夫和布琼尼两人。
大清洗活动也涉及到社会中的许多人：知识分子、农民（尤其是所谓的“富农”）、神职人员、技术专业人员(他們可能因為計畫、專案的失敗而獲罪)和少数族裔。很多人遭到逮捕，被关押在古拉格集中营里，遭受身体和精神上的虐待，部分人在饥饿、疾病等恶劣的生存环境中死亡。苏联境内的诸多少数族裔被集体迁移和流放，其中包括：波兰人、伏尔加德意志人、摩尔多瓦人 、犹太人、爱沙尼亚人、拉脱维亚人、立陶宛人、克里米亚鞑靼人、车臣人、哈萨克人、朝鲜人等等。蒙古人民共和国领导人乔巴山也效仿斯大林对国内实施政治清洗(大镇压)。
一位名叫亚历山大·奥尔洛夫的苏联秘密警察自称曾参与大清洗的行动，后来流亡美国，写下《斯大林肃反秘史》（The Secret History of Stalin's Crimes）一书，披露大清洗的许多内幕。

### 其他政策
斯大林在1930年代主导苏联外交。他先逐步改善與英法等国家的关系，1933年又同美国正式建交。1934年苏联被接纳加入国际联盟，使苏联走出建国初期孤立的处境。1936年底，斯大林在苏维埃第八次全国代表大会上做了《关於新宪法草案》报告，大会随後通过苏联宪法草案，从法律上规定苏联高度集中的政治体制和计划经济体制。斯大林把俄罗斯人视为其他少数族裔的老大哥，他不断提升俄罗斯民族英雄和俄语在苏联的地位。文学艺术方面，斯大林将社会主义现实主义作为艺术家创作的指导纲领。

## 二战领袖

### 苏联的扩张

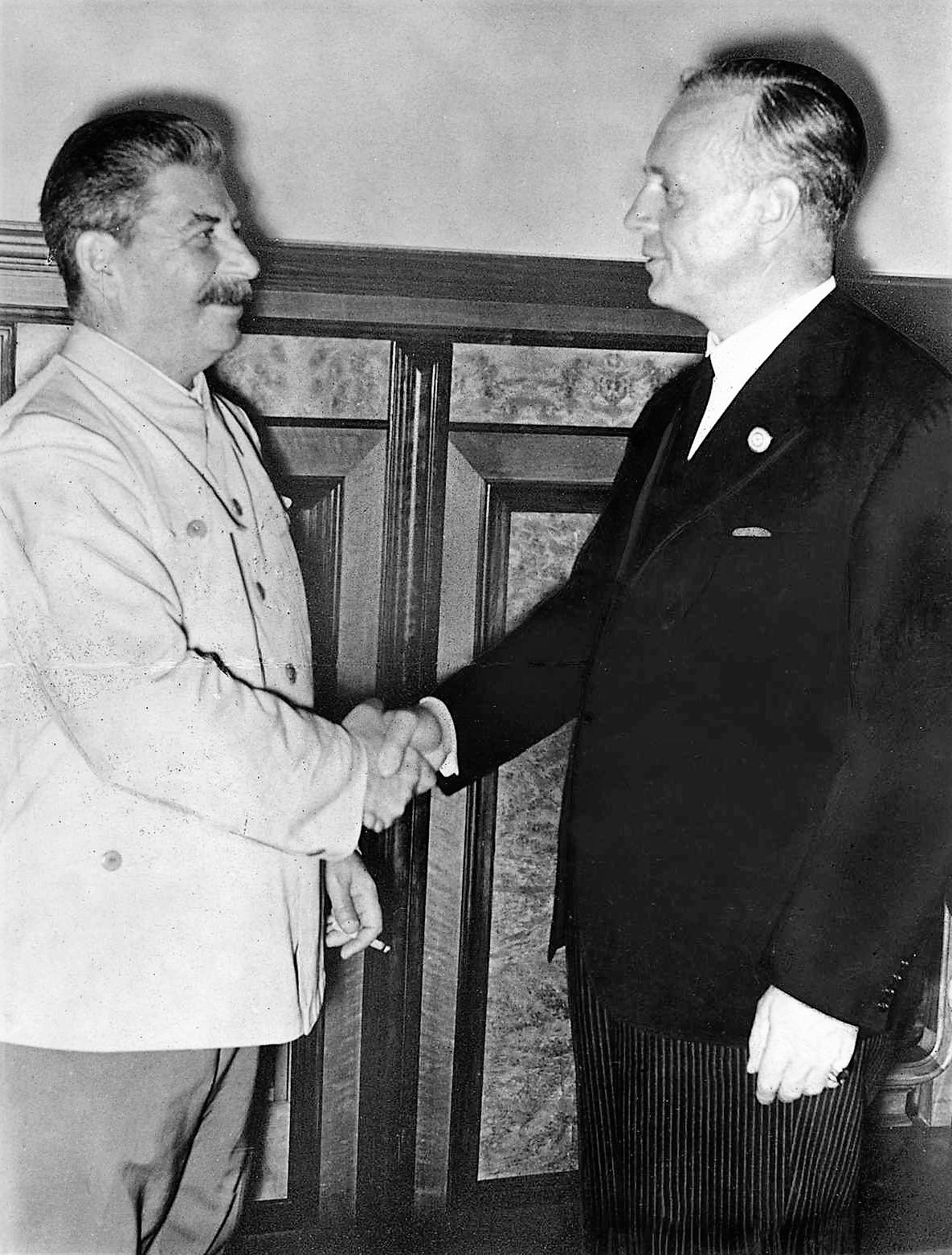
斯大林会见纳粹德国外长里宾特洛甫，商議分別侵略波蘭和波罗的海三国

斯大林起初欲与英国、法国建立反对纳粹德国的同盟却遭遇失败，于是转而寻求和德国建立合作。同期阿道夫·希特勒也为避免使德国陷入腹背受敌的境地，遂于1939年8月23日派外交部长约阿希姆·冯·里宾特洛甫前往苏联，与苏方代表莫洛托夫签订《苏德互不侵犯条约》，雙方秘密劃分勢力範圍，其中包括对波兰与波罗的海三国的瓜分。同年9月1日，纳粹德国入侵波兰，掀起第二次世界大戰。9月17日，苏联红军以保護波蘭東部的白俄羅斯人及烏克蘭人為理由入侵波蘭東部，占据维斯瓦河以东的波兰领土，并将其并入苏联国内的白俄罗斯和乌克兰两个加盟共和国之中。之后为了对苏波战争进行报复斯大林下令处决波兰战俘，其中以“卡廷大屠杀”最为著名。同年秋季，苏联向芬蘭提出領土交換的要求，遭到芬蘭的拒絕。不久后苏联制造“迈尼拉炮击事件”，并以此为借口废除《苏芬互不侵犯条约》，于1939年11月30日出动紅軍四十多萬人入侵芬蘭，引发苏芬战争。在芬軍頑強抵抗下，苏军损失惨重。但芬蘭终因寡不敌众被逼割讓卡累利阿等地來換取和平。1940年間，蘇聯吞并波罗的海的拉脱维亚、立陶宛和爱沙尼亚三国，又強逼罗马尼亚割讓比萨拉比亚和北布科维纳。

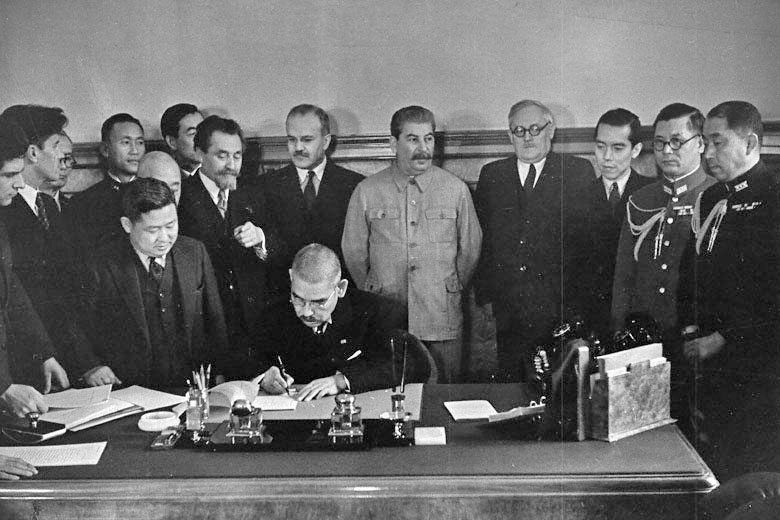
斯大林和莫洛托夫同日本帝国签署苏日中立条约，1941年

1940年9月27日，纳粹德国、法西斯意大利与日本帝国在德国柏林签署三国同盟条约，确立三个轴心国的同盟关系。同年10月，德国外长里宾特洛甫写信给斯大林，称德方希望将苏联拉入轴心国集团，建立“四国同盟”。斯大林遂派遣莫洛托夫前往柏林谈判。德方提供“四国条约”草案，要求苏联只能向国土以南的印度洋方向扩张。斯大林同意签署条约，但同时要求将土耳其、保加利亚也划入苏联的势力范围之中。希特勒对此十分不满，于是不再给予苏方答复。1941年4月13日，斯大林为避免遭受德国和日本两面夹击，在莫斯科同日本外相松冈洋右签署《苏日中立条约》，互相承认势力范围，并承诺在对方的战争中保持中立。同时，双方互相承认蒙古人民共和国（苏联傀儡）和满洲国（日本傀儡），苏联也撤回一切在抗日战争初期给予中华民国的军事援助，包括召回此前援助中国抗战的苏联航空志愿队。

### 苏德战争
1941年6月22日早上4时45分，希特勒突然撕毁《苏德互不侵犯条约》，伙同匈牙利、罗马尼亚、芬兰等国军队，发动闪击苏联的巴巴罗萨作战计划。在此之前，斯大林已经收到来自一些苏联间谍和苏军将领的警告，但他认为纳粹德国不会冒着两线作战的危险，在彻底击败英国之前就进攻苏联，因此没有对同纳粹德国展开本土战争做充分的准备。在确认德军的入侵后，斯大林担任苏联国防委员会主席和苏联武装部队最高统帅，并於7月3日发表演说，号召苏联人民不仅要消除本国面临的危险，还要帮助解放在德国法西斯奴役下的欧洲各国人民。在德军的突然打击之下，同时因为大清洗带来的负面影响，紅军措手不及，损失惨重。德军入侵後一个月，占领的苏联领土相当於法国领土的两倍。而在8月，由于斯大林拒绝采纳格奥尔基·朱可夫的建议，下令红军死守基辅，结果导致西南方面军在基辅战役中被德军围歼，纳粹德军宣布歼灭苏军66万人，希特勒宣称这是人类战争史上最大的歼灭战。1941年11月初，德国中央集团军逼近莫斯科城下，斯大林坚决留在城里组织反击。11月7日，斯大林命令苏联红军在莫斯科红场举行阅兵式，发表重要讲话，斯大林在这次讲话中提及的这些俄罗斯历史上的民族英雄的用意，是以俄罗斯民族主义来鼓舞苏军战斗。受阅的部队随即从红场直接开赴前线。在格奥尔基·朱可夫、亚历山大·华西列夫斯基等将领的指挥下，紅军最终守住莫斯科，并在12月的反攻中将德军击退。莫斯科战役的胜利使德军的巴巴罗萨计划宣告破产，之後德军被迫改闪击战为持久战。

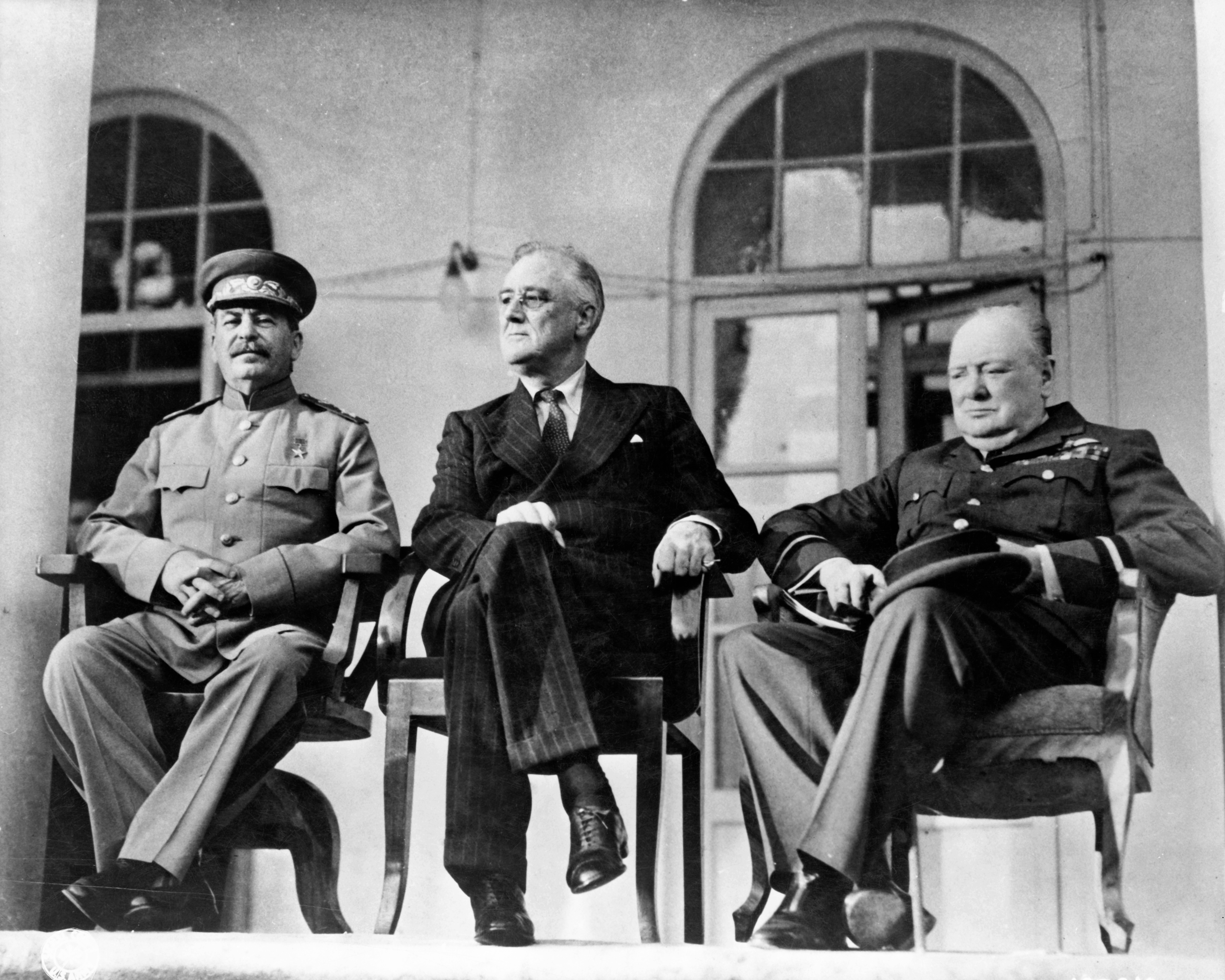
三巨头：斯大林、罗斯福、丘吉尔在德黑兰会议上，1943年11月

1942年7月，德军向伏尔加河地区的重要城市斯大林格勒发起猛攻。经历200多天血腥的战斗，直到1943年2月，紅军以重大伤亡为代价最终守住城市，并将德国第6軍团约33万名德军士兵全部围歼，此役是苏德战争乃至第二次世界大战的转折点。1943年7月，苏联又取得库尔斯克战役的胜利。对此斯大林评价道：“如果说斯大林格勒会战预示着德国法西斯的衰落，那么库尔斯克会战则使它面临灭顶之灾”。1943年11月，斯大林参加德黑兰会议，同美国、英国领导人富兰克林·罗斯福、温斯顿·丘吉尔等人会谈，通过在欧洲开辟第二战场的决定。之后苏联在对德战争中逐渐转入反攻。1944年6月，盟军在诺曼底登陆。

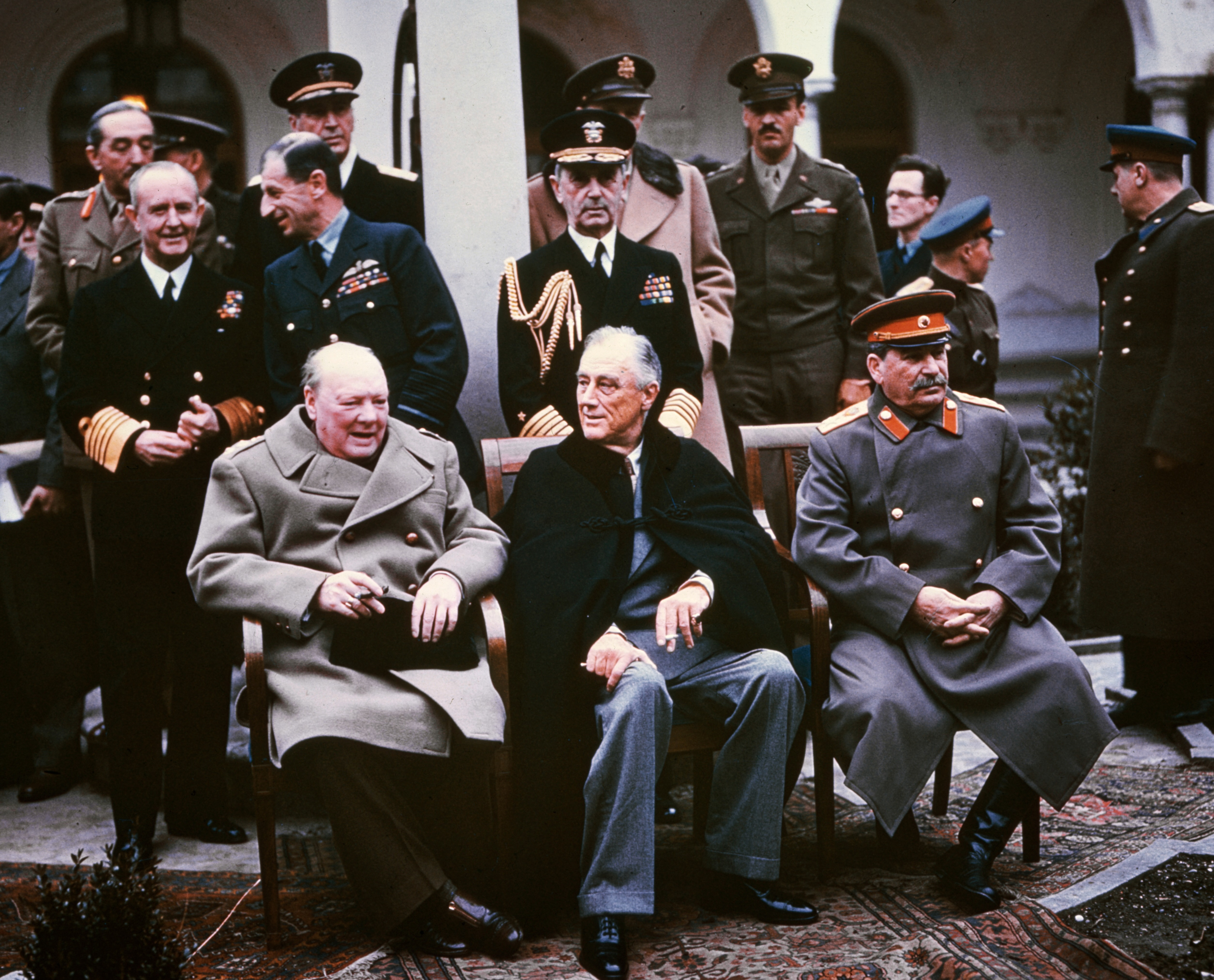
三巨头齐聚雅尔塔会议，1945年2月

1945年2月4日，斯大林参加雅尔塔会议，根据协议，苏联成为联合国常任理事国，并将东欧划入苏联的势力范围。5月，苏联红军攻克柏林，希特勒自杀身亡，纳粹德国宣告无条件投降。同时紅军进入并控制东南欧等地区。7月17日，斯大林出席波茨坦会议。8月8日，苏联撕毁《苏日中立条约》向日本宣战，同时立即发起八月风暴行动。一周之内，苏蒙联军迅速击溃日本关东军和满洲国军，推翻日本扶持的傀儡政权满洲国和蒙疆自治政府。8月15日，裕仁天皇宣布日本投降；第二次世界大战以同盟国的胜利告终，而苏联也在战争中付出重大牺牲（死亡人数达到2820万人）。同年，斯大林获苏联大元帅军衔，但被其本人拒绝。
苏军在占领德国后，约有200万德国妇女被苏军士兵强奸，其中的20万妇女因伤害、自杀和被杀而死亡。在布达佩斯战役后，城内有5万妇女遭到强奸。在波兰、南斯拉夫等地也出现多起强奸和洗劫行为。斯大林最初对此不以为然，他对一位南斯拉夫游击队领袖向他抗议红军行为的回应是：“难道他不能理解一位横过数千公里血、火和死亡的士兵找个女人快乐并拿些小玩意吗?”虽然后来斯大林下令强奸婦女的士兵将受到惩罚，并对大规模涉事军官、士兵执行死刑，但强奸事件依然层出不穷，直到1947年冬，蘇聯部隊被官方限制在嚴密看管的駐地和軍營，將他們與東德居住人口完全分離才解決問題。

## 战后

### 东方集团
第二次世界大战之後，随着温斯顿·丘吉尔发表著名的“铁幕”演说，东西方意识形态的对立日益加剧。世界逐步形成了资本主义宪政民主国家和社会主义人民民主国家两大阵营长期对峙的冷战格局。斯大林在苏联东南欧占领区的前轴心国国家内，积极扶植各国的共产主义党派上台，建立民主德国、捷克斯洛伐克社会主义共和国、波兰人民共和国、匈牙利人民共和国、罗马尼亚社会主义共和国、保加利亞人民共和国等卫星国，组成以苏联为首的社会主义国家阵营。这些国家在宪法中确立共产党执政的一党专政制度，推行国有化经济政策，并对国内的自由主义分子和支持宪政民主人士实施严厉打压和清洗。1947年，苏联对东方集团提供经济援助的莫洛托夫计划，该计划于1949年发展成为经济互助委员会。1948年，斯大林和南斯拉夫联邦人民共和国领导人约瑟普·铁托关系恶化，遂引起苏南交恶，南斯拉夫被苏联从社会主义阵营中清除。同年，阿尔巴尼亚也与南斯拉夫断绝关系，投向苏联阵营。有人懷疑在此期间斯大林曾多次派遣特务暗杀铁托，可均未成功。1949年，由于斯大林和铁托不再援助希腊共产党参加希腊内战，希腊民主军败给了由英国和美国支持的希腊国民军，丧失了对希腊的控制权。

### 中苏关系
斯大林在中国第一次革命时，提出关于中国革命的一系列问题，并对之作了论断，驳斥托洛茨基派关于中国问题的观点，促使中國共產黨走上布尔什维克的道路。斯大林关于中国革命的学说包括《论中国革命的前途》《和中山大学学生的谈话》《中国革命和共产国际的任务》等。斯大林指出中国社会性质的第一个特征是：“中国半殖民地的地位和帝国主义财政经济的统治。”“中国的资产阶级民主革命就是反对封建残余的斗争和反对帝国主义的斗争的结合”。“反对封建残余的农民革命‘是共产党在中国革命现阶段的主要任务之一。’”斯大林指出：买办资产阶级一贯是中国革命“不共戴天”的敌人。而在1927年蒋中正发动“四·一二事件”以后，斯大林更指出“南京政府是民族反革命中心”，指出中国革命必须和以蒋中正为代表的投降帝国主义的大资产阶级作斗争。斯大林认为：“为了召唤千百万的中国农民阶级起来革命”，为了巩固工农联盟，中国无产阶级可以通过三条道路去实现对于农民的领导，就是：一，通过建立农民委员会，二，通过新的人民革命政权的机构，三，通过革命的军队。“或用没收地主田地的方法，或用减税减租的方法来满足自己迫切的要求”，“帮助农民反对地主分子”。斯大林在1926年11月间论中国革命前途的时候指出：“中国革命主导者和领导者的作用，中国农民领袖的作用，不可免地要落在中国无产阶级及其政党的手中”“中国革命的特点是武装的人民反对武装的反革命”“殖民地半殖民地的问题实质上就是农民问题”。毛泽东是斯大林的学生。毛泽东根据斯大林的理论提出关于中国革命是世界社会主义革命的一部分。毛泽东把斯大林论布尔什维克化的十二条件和联共党史结束语六条列为整风运动最基本的文件。毛泽东在“改造我们的学习”的文件中，号召中共党内研究马克思列宁主义应以斯大林的伟大著作《联共（布）党史简明教程》为中心教材。毛泽东写道：“联共党史是一百年来全世界共产主义运动的最高的综合与总结，是理论与实际结合的典型，在全世界上还只有这个完全的典型。我们看列宁斯大林他们是如何把马克思主义的普遍真理与苏联革命的具体实践互相结合，又从而发展马克思主义的，就可以知道我们在中国是应该如何工作了。”
二战爆发前夕，苏联曾与1937年8月20日与刚刚开始全面的抗日战争的南京国民政府签订《中苏互不侵犯条约》，为抗日战争提供武器和物资援助，并派遣空军战斗机志愿队助战，一直到1941年初斯大林与日本帝国签定《苏日中立条约》之后，苏联战斗机志愿队才撤离中国回苏。1945年8月14日，国民政府在苏联保证“不干涉新疆事务、不在中国东北长期驻军不回、不以任何形式援助中国共产党及其所属一切武装”的条件下，签署《中苏友好同盟条约》，承认蒙古人民共和国是一个具有国际法主体地位的主权独立国家（外蒙古独立）。
二战期间，斯大林支持新疆地区的穆斯林在伊宁事变中建立第二東突厥斯坦共和國以对抗中华民国。他暗中支持维吾尔族共产主义运动领导人阿合买提江·哈斯木同中国国民党军队对抗。

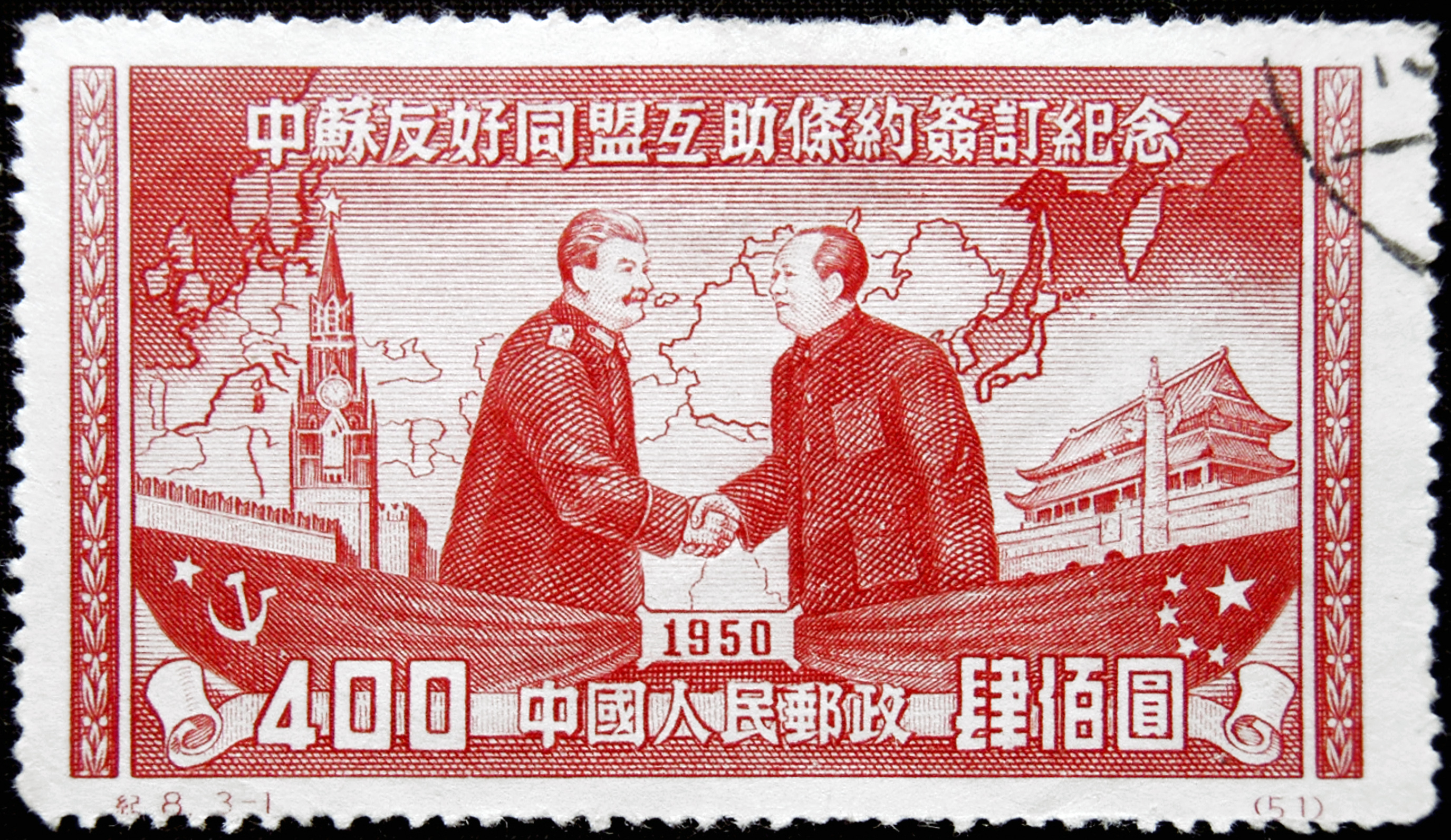
《中苏友好同盟互助条约》签定当年的纪念邮票

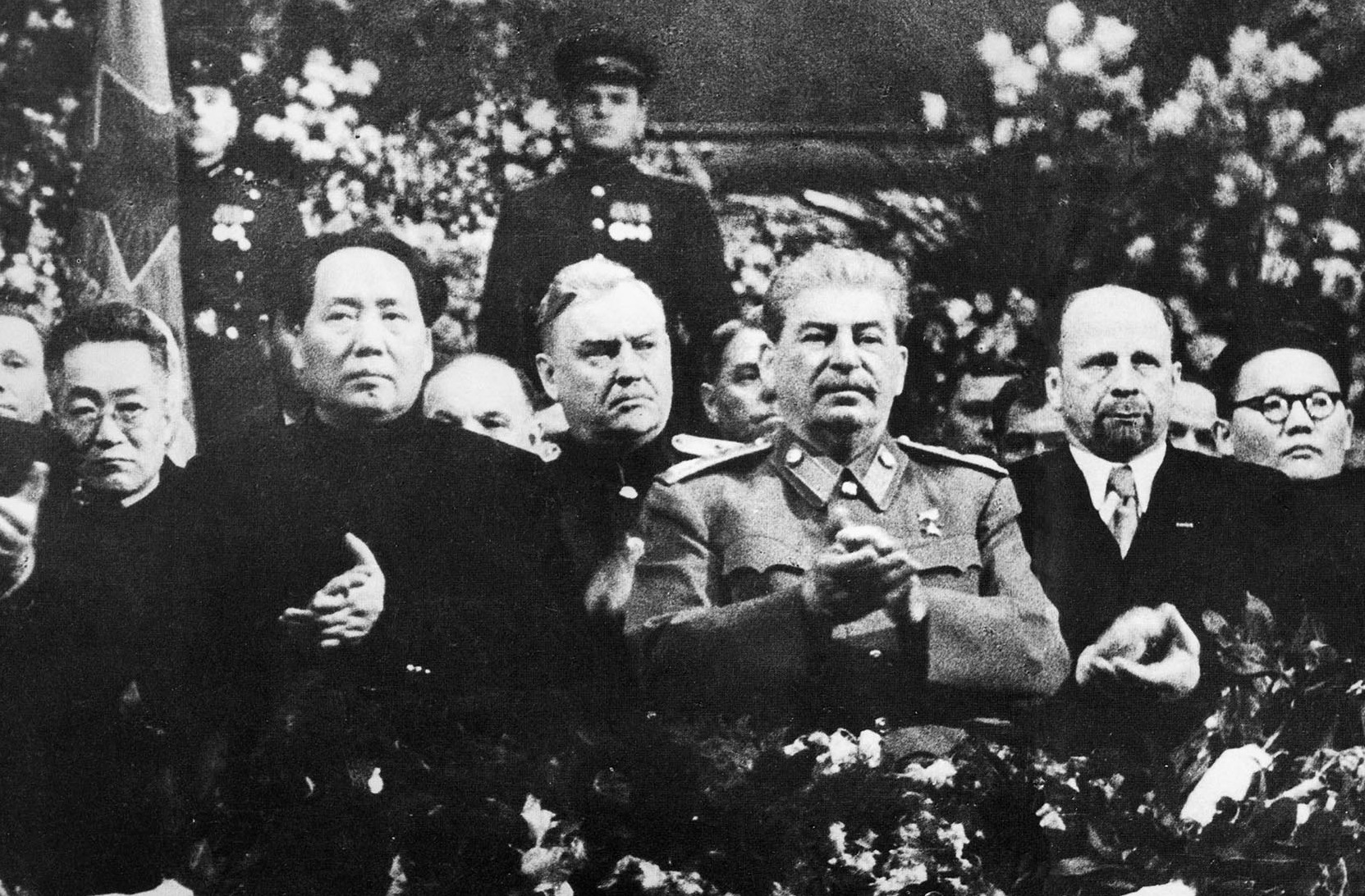
1949年12月，毛泽东在莫斯科参加斯大林70寿辰庆典

二战结束後，由于苏联控制中国满洲及蒙疆（内蒙古）的部分地区，中国共产党领导人毛泽东欲接管满洲，以便能更好的与蒋中正的中国国民党继续展开武装斗争。而斯大林则为了避免和美国支持的蒋中正国民政府进一步加深冲突，拒绝毛泽东的要求，决定在中国推行“联合政府”政策。尽管如此，苏军于1946年在撤离满洲回国之前，依然为中共抢占满洲的真空地带提供很多便利条件。例如苏联红军曾经把缴获自日本关东军的部分日本武器移交给中共将领林彪的东北野战军。1946年国共谈判的努力宣告失败，第二次国共内战全面爆发。1994年，苏联情报机构将军帕维尔·苏杜普拉图夫在其1994年出版的个人回忆录《特殊使命》中说，苏联在1948年中国人民解放军发动辽沈战役、淮海战役、平津战役、渡江战役这些战略进攻行动期间特意引发“第一次柏林危机”，是斯大林和毛泽东共同协商而做出的一个重大战略计划，他们想以此转移美国对中国国共内战的战略注意力，将美国援助重心牵制在欧洲，减少美国对敌视中国共产党的蒋中正领导下的国军的援助力度。1949年，中国共产党击败南京国民政府，取得中国大陆地区控制权，并于10月1日成立中华人民共和国；同年12月16日早晨，毛澤東到達莫斯科，12月21日毛澤東參加斯大林七十壽辰慶祝活動。1950年2月，苏联与中国结盟，签定《中苏友好同盟互助条约》，給予中国经济援助。斯大林曾经称毛泽东为“人造黄油式的马克思主义者”、“普加乔夫的中国版”，并在毛访苏后“没有说过关于他的一句好话”。

### 朝鲜战争
1950年1月，在苏联和美国撤出在朝鲜半岛的驻军后，朝鲜民主主义人民共和国政府与苏联领导人密切协商，并使斯大林“同意朝鲜劳动党领导层对局势的分析和他们准备以军事方式实现国家统一的设想”。而中华人民共和国领导人毛泽东则认为此时打仗时机不好。5月13日，金日成和朴正愛等到達北京，說明斯大林已經同意。5月15日，毛澤東告訴金日成，同意統一朝鮮半岛。斯大林给金日成提供258辆T-34-85坦克，组建“亚洲除苏军外最强大的装甲力量”。6月25日朝鲜人民军越过三八线，迅速击溃准备不充分的大韩民国的武装力量韩国国军，占领韩国首都汉城。而美国主导的联合国军在随后参战，于9月份通过仁川登陆而击退南下的朝鲜人民军后，于10月7日越过三八线向平壤推进。毛泽东希望立即出兵援朝，并要求苏联提供空军支援，而斯大林担心与美国发生直接的军事冲突，也怀疑毛泽东出兵的诚意和效果，故一开始要求取消出动空军，后经协商重新确认，由于调度需要时间，将于志愿军入朝后的12月开始派遣苏联空军的精锐战斗机飞行员到朝鲜秘密支援，苏联飞行员被命令必须身着中国人民志愿军军服，而且空中行动范围被严格限制，只被允许在鸭绿江南岸的“米格走廊”一带上空作战。中国人民解放军空军前司令员王海在其自传《我的战斗生涯》中写道：“战争初期，中国人民志愿军空军还相当年轻、弱小，空战主要是苏联空军打的。” 1953年7月27日，参战双方，由南日大将为首席谈判代表的朝鲜人民军与中国人民志愿军的代表团，和由马克·克拉克上将为首席谈判代表的联合国军与韩国国军的代表团，最终在板门店签署《朝鲜停战协定》，结束战事。

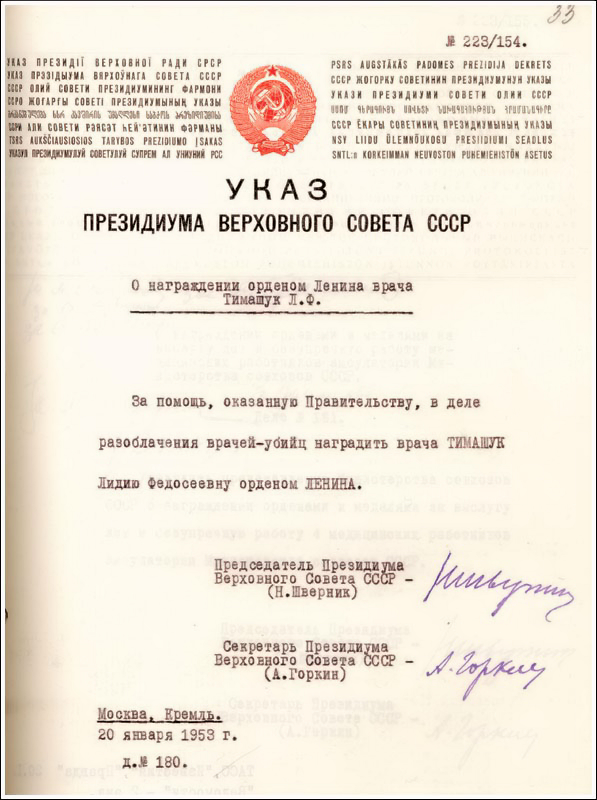
1953年1月20日，利季娅·季马舒克在揭露医生杀手的工作中被授予列宁勋章，斯大林去世后，该勋章被收回

### 反犹运动
斯大林本人带有反犹主义倾向，1907年他私下表示：“要把俄国革命当中的犹太帮一一清除掉”。（犹太裔布尔什维克高层加米涅夫、季诺维也夫在大清洗中遭处决，托洛茨基被刺身亡。）之后斯大林多次在私下发表反犹言论。在公开发言中，斯大林批评反犹主义立场。1947年联合国以巴分治的决议上，苏联投了赞成票，还向以色列提供武器援助，但同时一场苏联国内针对犹太人的清洗计划正逐步展开。1948年1月，苏联犹太人反法西斯委员会主席所罗门·米霍埃尔斯被秘密警察暗杀。11月，苏共中央称“犹委会”是一个反苏宣传中心，同时下令解散该委员会并查封它的印刷出版机构。几个星期后，一些著名的犹太人士遭到逮捕、逼供和处决。1952年，斯大林认为克里姆林宫内部存在一个“医生杀手组织”，遂下令调查并逮捕克里姆林宫的九位医学专家（其中有六人是犹太人）。斯大林在政治局会议上公开表示：“任何一个犹太人都是狭隘的民族主义者，是美国情报机关的间谍。”1953年1月，真理报上刊登文章《医疗专家面具下的邪恶间谍杀手》披露“医生案件”，指出“医生杀手”与国际犹太资产阶级民族主义组织“焦因特”有联系，并指控他们利用职务之便杀害安德烈·日丹诺夫等国家高级领导人，掀起国内的反犹运动。社会上还出现传言，称当局计划将犹太居民全部驱逐到西伯利亚和远东去。同年斯大林去世，贝利亚随后表示“医生案件”是“原内务部领导人”一手炮制的假案，将此案被捕者全部释放并平反，事件最终得以平息。

## 逝世

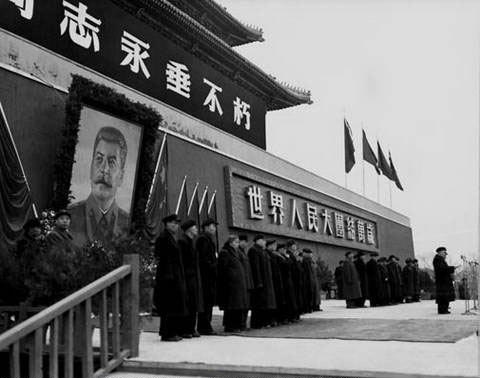
1953年3月9日，中華人民共和國為悼念斯大林逝世，將天安門毛澤東肖像更換為斯大林一天

1953年1月，斯大林的私人医生弗拉基米尔·尼基季奇·维诺格拉多夫在医生案件中被逮捕。之后斯大林拒绝医生接近，身体状况逐渐变差。2月28日晚，斯大林和拉夫连季·贝利亚、格奥尔基·马林科夫、尼基塔·赫鲁晓夫和尼古拉·布尔加宁在孔策沃别墅里举行宴会，一直持续到次日凌晨4点钟才将客人送走。3月1日白天，警卫员始终未见斯大林走出房间。由于斯大林平日里命令守卫不得打扰他的生活，警卫员直到晚上10点才以送邮件的名义进入房间，结果发现斯大林倒在房間裏，意识尚存但不能正常说话。警卫马上将斯大林扶到沙发上，并迅速联系医生和政治局成员。斯大林陷入严重的中风，他右手瘫痪，双腿失去知觉，失去语言能力，心脏和呼吸活动出现严重障碍。1953年3月5日斯大林病逝，终年74岁。
依據官方說法，斯大林是因高血压动脉粥样硬化导致的脑溢血去世的。但也有人怀疑斯大林是被谋杀的。阿夫托尔汉诺夫在1975年称斯大林是被贝利亚在矿泉水中下毒杀害的。莫洛托夫在回忆录中称贝利亚对他说“我把他（斯大林）收拾了。”赫鲁晓夫称“对于斯大林的生病去世，贝利亚并不掩饰其喜悦之情。在斯大林处于无意识状态时，贝利亚竭力表示自己对斯大林没有好感，当斯大林恢复知觉时，他则每次都向他表达热爱和忠诚。”《共青團真理報》在進行調查後称斯大林是被貝利亞毒死的。另有说法称是铁托为了报复斯大林的22次暗杀企图而毒杀的。
斯大林去世後，其遗体被保存在莫斯科红场的列宁墓中，供人瞻仰。马林科夫在斯大林死后成为中央书记处排名第一的书记，但很快赫鲁晓夫取代了马林科夫成为苏共中央第一书记，随后赫鲁晓夫联合马林科夫并在朱可夫元帅的帮助下，将贝利亚逮捕枪决，最终成为蘇聯最高領導人。在1956年苏共二十大上，赫鲁晓夫发表“秘密报告”，全面批判斯大林，掀起去斯大林化运动。1961年10月31日，根据苏共二十二大做出的决议，斯大林的遗体被从列宁墓中移出，迁葬于克里姆林宫红场墓园墙下。有趣的是斯大林的死相當程度的震撼了資本市場，造成日经指数下跌10%，因为他的死意味着朝鲜战争即将结束，从而使日本失去主要经济来源的韓戰军需。

## 評價

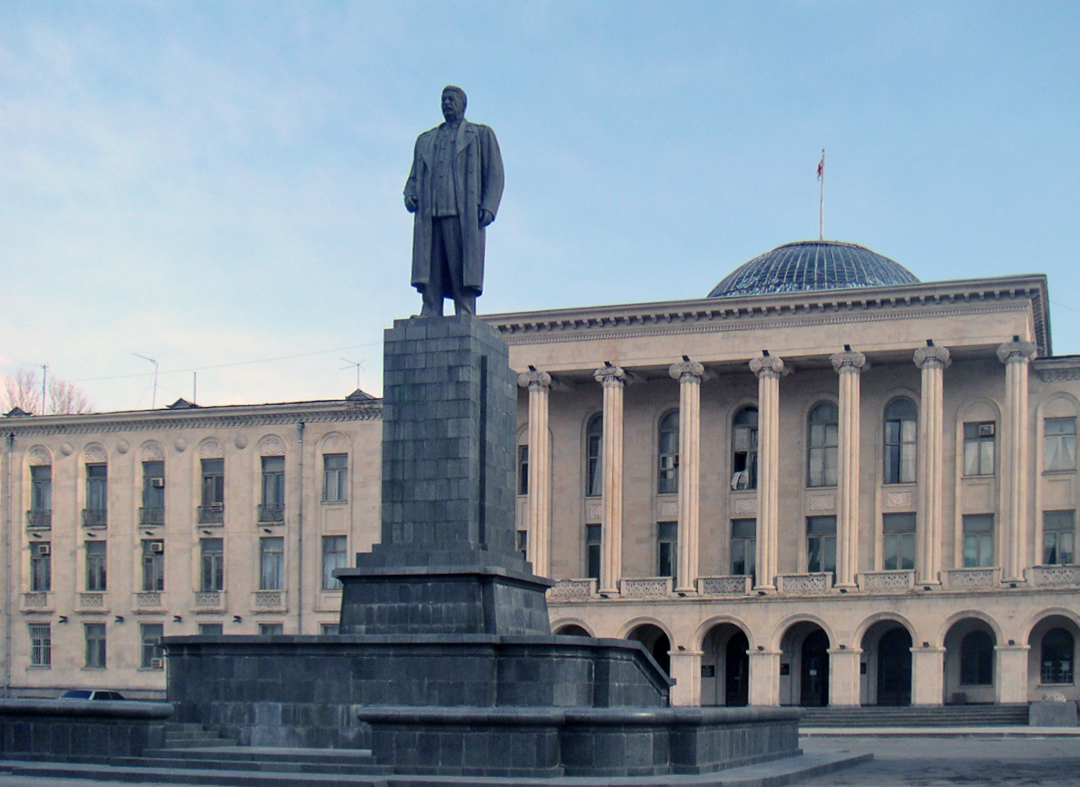
格鲁吉亚哥里的斯大林雕像，已於2010年6月被移除

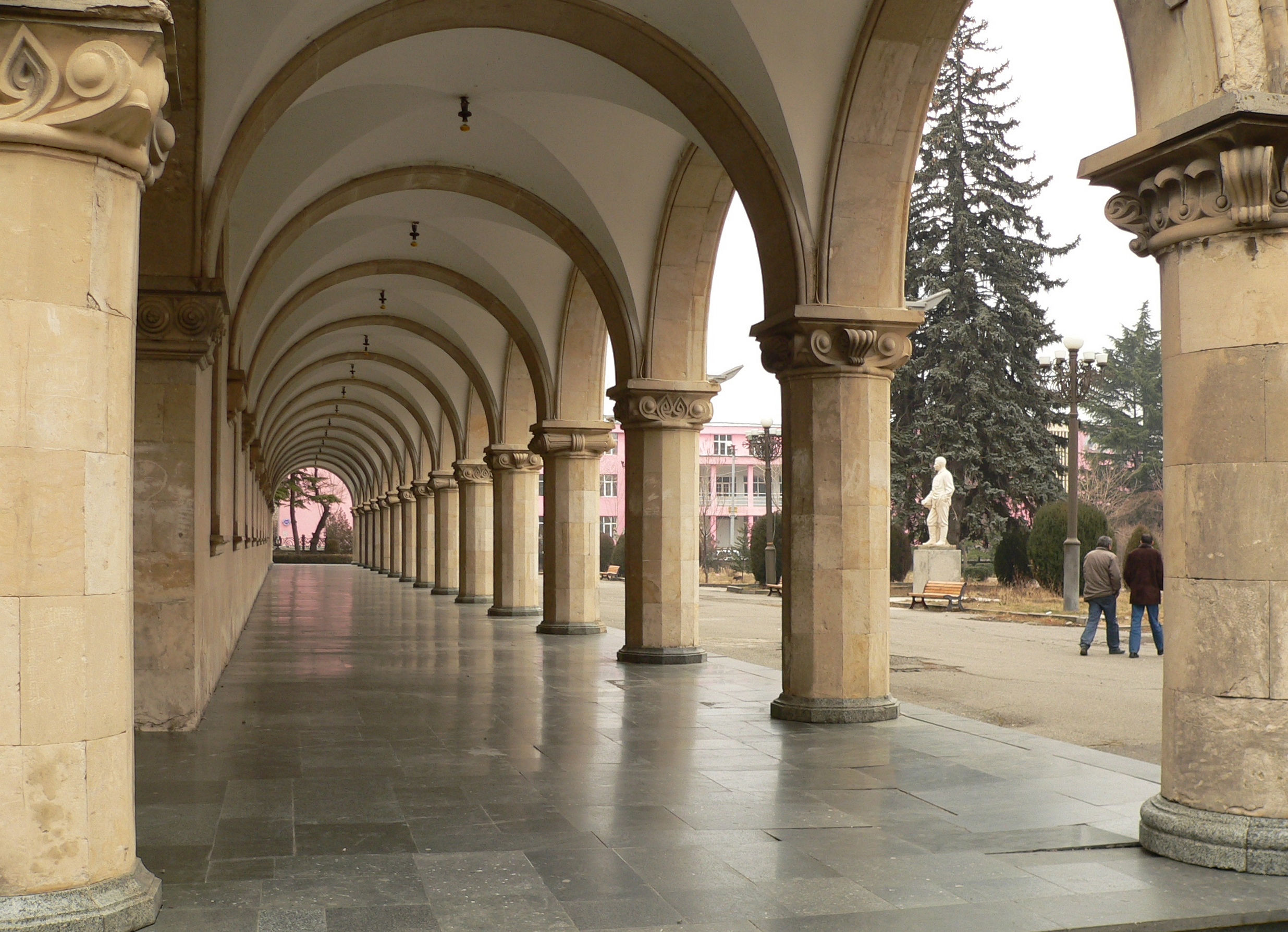
位於哥里的斯大林紀念館建築

雖然斯大林的評價在西方明顯不佳，在社會主義國家中亦相对较差，在蘇聯末期更被國民批判，但正是在斯大林执政期间的鐵腕作風，以及重新控制了除芬兰外，因列宁签定的《布列斯特和约》而失去的各领土及成为超级大国，废除列宁制定的苏联境内文字拉丁化的政策，重新使用西里尔字母拼写苏联各民族的语言，这些成就及政策得到俄罗斯民族主义者的赞赏，在1991年的苏联解体之後俄罗斯人的時代一去不復返的大環境下，使得一些俄罗斯民众怀念有著‘超級大國’之稱的前苏联的光辉。2008年，俄罗斯国家电视台举行“最伟大的俄罗斯人”评选，结果斯大林名列第三位（四至六位分别是普希金、彼得大帝、列宁），仅次于亚历山大·涅夫斯基和彼得·斯托雷平。民众对斯大林的正面评价之高出乎俄罗斯政府意料之外，令俄罗斯政府感到不安。俄罗斯联邦共产党指责说“评选被政府操控以防止斯大林、列宁居榜首”。2009 年 10 月 29 日，时任俄罗斯总统梅德韦杰夫在克里姆林宫博客上，谴责部分人试图重树斯大林形象的做法，他说那个年代大规模杀害是不可以正当化的。儘管高壓統治沙皇時代即有之，斯大林本人也曾遭到流放對待，大清洗期间130万人以阶级敌人为罪名被判刑，被流放至劳改集中营，而68.2万人遭枪杀仍然是前蘇聯諸國記憶中的的一次歷史慘劇。梅德韋傑夫表示斯大林“对自己的人民发动战争，这是令人发指的罪行……（卫国战争）是全国的胜利也是人民的胜利。虽然我对当时绝大多数领导人没有好感”。
身为无产阶级革命导师的弗拉基米尔·列宁在《列宁遗嘱》里，对斯大林的评价是：“斯大林同志当了总书记，掌握了无限的权力，他能不能永远十分谨慎地使用这一权力，我没有把握。”“斯大林太粗暴，这个缺点在我们中间，在我们共产党人相互交往中是完全可以容忍的，但是在总书记的职位上就成为不可容忍的了。因此，我建议同志们仔细想个办法把斯大林从这个职位上调开，任命另一个人担任这个职位，这个人在所有其它方面只要有一点强过斯大林同志，这就是较为耐心、较为谦恭、较有礼貌、较能关心同志，而较少任性等等。”
斯大林曾辱骂和恐吓过列宁的妻子，列宁在《致斯大林同志》里，对此回复是：“您竟然粗暴地要我妻子接电话并辱骂了她。尽管她向您表示同意忘记您说的话，但季诺维也夫和加米涅夫还是从她那里知道了这件事。我不想这样轻易地忘记反对我的言行，不言而喻，我认为反对我妻子的言行也就是反对我的言行。因此，请您斟酌，您是同意收回您的话并且道歉，还是宁愿断绝我们之间的关系。”
苏联重要缔造者之一列夫·托洛茨基在回忆录中评价道：“不是斯大林创造了权力机构。而是权力机构塑造了斯大林。”“官僚集团上上下下全是庸才。斯大林是官僚集团中最杰出的一个庸才。他的长处在于，他比其他人更坚决、更果断、更无情地表现出统治集团的自卫本能。其实，这恰恰是他的软弱之处。他目光短浅，是个历史上的近视眼。他是个出色的战术家，却不是战略家。关于这点，他在1905年和1917年战争中的表现足资证明。斯大林本人肯定意识到自己（治國）的庸碌无能”。
赫鲁晓夫在苏共二十大上通过发表《关于个人崇拜及其后果》批评斯大林执政期间制造个人崇拜、个人独裁，破坏法治，经济上对农村不够注重，苏德战争期间的军事指挥存在失误，对南斯拉夫实行大国沙文主义，对少数民族的强制迁徙破坏了民族关系。
中蘇尚未交惡之前，毛泽东对斯大林死後的评价是比較正面的：“斯大林不是在所有问题上，而是在一些问题上犯了错误。”“苏联过去把斯大林捧得一万丈高的人，现在一下子把他贬到地下九千丈，我们不能跟着转。斯大林是三分错误，七分成绩，总起来还是一个伟大的马克思主义者”。他说斯大林问题是“国际共产主义运动的一种现象，带有时代的特点”，“我们应当用历史的观点看斯大林”。“共产党人对于共产主义运动中所发生的错误，必须采取分析的态度。有些人认为斯大林完全错了，这是严重的误解。斯大林是一个伟大的马克思列宁主义者，但是也是一个犯了几个严重错误而不自觉其为错误的马克思列宁主义者”“所谓斯大林主义，基本上是正确的；所谓斯大林主义分子，基本上也是正确的，他们是有缺点有错误的共产党人，是犯错误的好人。”
1964年10月，勃列日涅夫和柯西金通过政变推翻赫鲁晓夫上台执政，起初实行“静悄悄的斯大林化”，开始发表言论肯定斯大林之历史作用，并于1966年初决定终止“非斯大林化”。著名作家西尼亚夫斯基和尤里·丹尼尔因在国外发表反斯大林作品，而被控犯“诽谤”罪投入劳改营，《古拉格群岛》作者索尔仁尼琴被驱逐出境，《让历史来审判》作者罗伊·麦德维杰夫被开除出党，《斯大林大清洗内幕》作者费尔德宾受到克格勃追杀。勃列日涅夫时代拍摄之电影《解放》（1972年上映）和《围困》（1977年上映）中，都出现斯大林的形象，赞美斯大林在苏德战争指挥中的功绩。勃列日涅夫还在1979年斯大林诞辰100周年时发行照相纸年历纪念册，且在1969年斯大林诞辰90周年时，在列宁墓背后的克里姆林宫城墙下中立了一座斯大林半身铜像，与基洛夫、伏罗希洛夫等人并列，但勃列日涅夫没有重新把伏尔加格勒恢复为赫鲁晓夫去斯大林化之前的名字--史太林格勒，所有被赫鲁晓夫改名的城市、工厂、企业也都没有恢复原来带有斯大林的名字。勃列日涅夫也承认“苏共二十大对破除个人崇拜和个人迷信的贡献”，除了斯大林故乡格鲁吉亚的哥里和首都莫斯科，苏联其他城市没有保留任何斯大林塑像。赫鲁晓夫在1964年被勃列日涅夫赶下台，虽然如此，蘇聯在毛泽东领导下的中华人民共和国、霍查领导下的阿尔巴尼亚和金日成领导下的朝鲜看来是延续修正主义，是“没有赫鲁晓夫的赫鲁晓夫主义”（朝鲜是在内部文件中谴责苏联为修正主义，但在公开场合中于苏联和中国之间左右逢源，来回摇摆，保证自身的最大利益。直到邓小平和阿利雅于1980年代分别在中国和阿尔巴尼亚上台执政并进行经济改革，苏修这一说法才被废止不用），不是堅持斯大林主義的正宗共產國家，另外在西方各国和苏联国内主流观点看来，勃列日涅夫上台却被视为恢复斯大林主义，主要体现在勃列日涅夫主义和苏联共产党官僚“干部队伍的稳定”，直到1980年代末期戈尔巴乔夫实施改革开放政策才改觀，最后苏共下台为止。
1974年的苏联《世界简明史》卷二这样记录：“他对于实施党的社会主义建设作出重要贡献，也因为反对反列宁主义的托洛茨基分子和布哈林分子的凶猛斗争而赢得人望，但是从1930年代早期起，苏联人民的伟大成就全都被归于斯大林名下，早在1922年列宁写给党中央委员会的一封信中就说“斯大林同志，成了总书记，不断地把无限的权力收于掌中，我不确定他是否始终能谨慎地使用这权力。”在列宁死后头几年里斯大林还没有忘记他的批评，但是后来他越来越滥用总书记权力，违反集体领导原则和就党和国家重大事体独自决策，列宁警告过的缺点越来越坚定地显现：粗暴、心理异常、容不得批评、刚愎自用、过度猜疑，等等等。这些导致不公正的对民主的限制、大范围的违反社会主义法律及对杰出党和国家和军队领导及其他人物的镇压。”
1986年，戈尔巴乔夫提出“民主化”、“公开性”和“舆论多元化”口号，在意识形态领域掀起一场批判斯大林运动。《星火》、《莫斯科新闻》等主流报刊连篇累牍地登载批判斯大林的文章。戈尔巴乔夫高度评价赫鲁晓夫时期召开的苏共二十大“是对极权主义体制的第一次冲击，是朝社会民主化迈进的第一次尝试”。不过，戈尔巴乔夫认为赫鲁晓夫在揭露斯大林方面还有局限性，“不能也不愿揭露他所抨击的现象的深层基础”，这个“深层基础”就是“斯大林体制”。在纪念十月革命胜利70周年的报告中，戈尔巴乔夫严厉批判斯大林和斯大林主义。1987年至1988年，批判斯大林运动达到高潮。1990年7月，在苏共第28次代表大会报告中，戈尔巴乔夫再次严厉批判“斯大林一伙的罪行”，大会正式通过决议，稱：“极权的斯大林体制给国家、人民、党、社会主义思想本身造成巨大损失，这一体制正在被消除，苏联正在走向人道、民主的社会主义。”

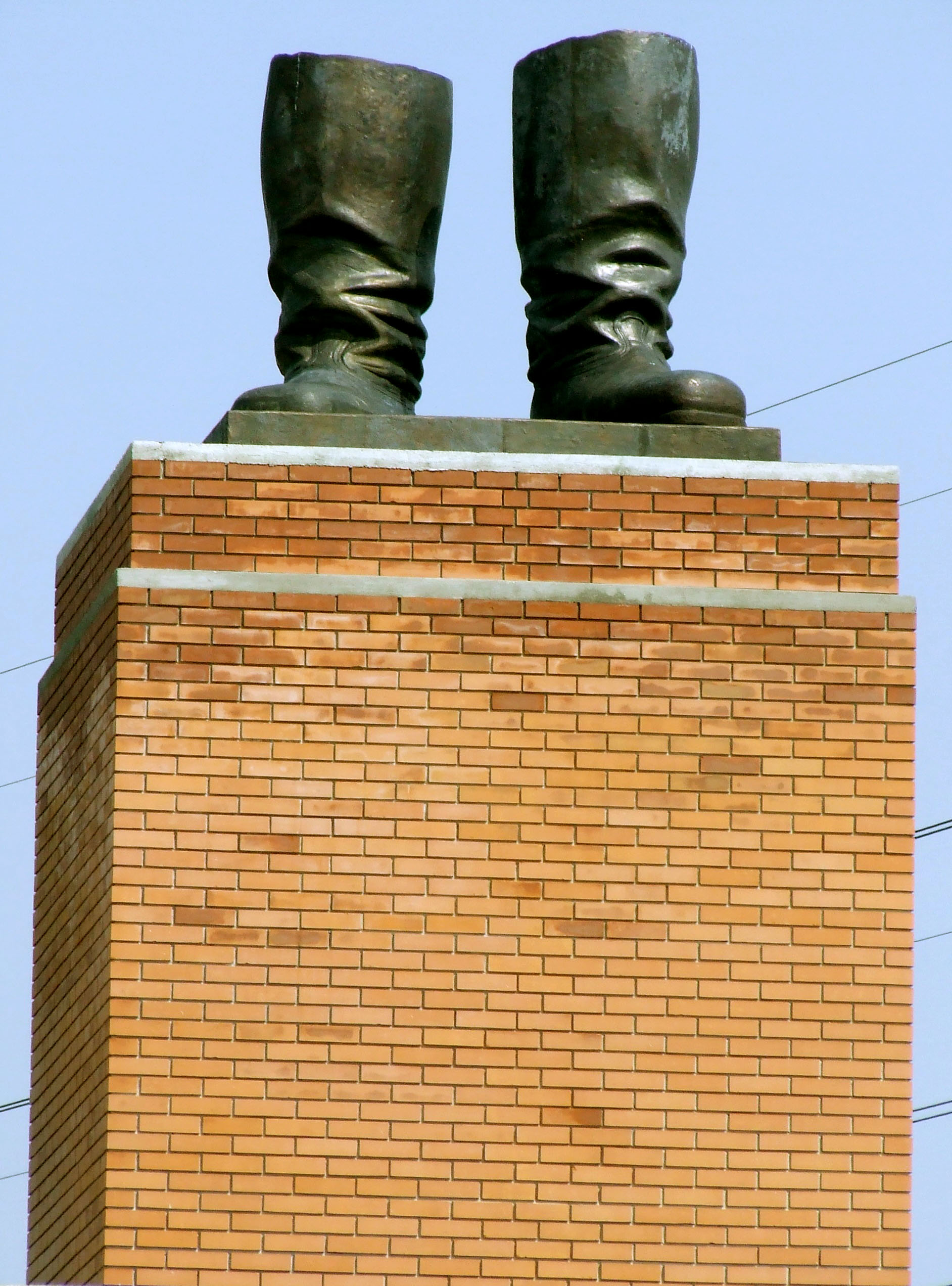
布达佩斯斯大林雕像在1956年匈牙利十月事件被人民推倒，只剩下基座上的一对靴子

斯大林在東歐人的印象中最為糟糕，屬於可以與希特勒相比的惡劣歷史人物之一，1989年东欧剧变後，匈牙利等国摆脱苏联控制，在2004年4月2日加入欧盟前，匈牙利首都布达佩斯市市长办公室发表声明称：“斯大林对人类、欧洲、匈牙利、匈牙利人民、布达佩斯和布达佩斯市民犯下严重的罪行。”同时布达佩斯议会决定剥夺斯大林於1947年獲当时布达佩斯市政府授予荣誉市民称号（这项荣誉是为了表彰他领导的苏联红军在第二次世界大战中把纳粹德国军队赶出匈牙利）。
2006年，弗拉基米尔·普京接受德国媒体《图片报》采访时说：“对于我国复杂的、有时是十分矛盾的历史而言，斯大林时代是其不可分割的一部分。应当了解这段历史和记住教训。专制和不受监督必然导致犯罪。斯大林时代就发生诸多罪行：政治镇压、许多民族的人受到驱逐。这一评价是原则性的。”普京反对将斯大林与希特勒相提并论，他说：“是的，斯大林是个暴君，许多人称他是罪犯。但他不是纳粹分子！不是苏联军队于1941年6月22日侵入德国，而是恰恰相反。首先不能忘记这一点。”2009年12月3日，在参与录制俄罗斯国家电视一台时政节目时，普京当场从一系列俄罗斯网民提出的问题中，选择关于他对斯大林的总体评价是肯定还是否定的问题，答称：“我选这个问题来回答，是因为我知道问题的尖锐性。现在社会上对此有很多争论，我看到这里有埋伏：说肯定，一些人会不满意，说否定，另一些人会不满意。不过既然斯大林和斯大林主义问题至今仍有激烈的争论，我就专门谈谈这个问题。……依我看，不能给予整体的评价。显然，从1924至1953年国家有根本变化：从农业国变成工业国，而这时的国家是斯大林领导的。诚然，农民没有了，而我们大家都清楚记得有农业问题，特别是在最后阶段，排着长队购买食物，等等。在这一领域所发生的一切，对农村没有起任何积极的作用。不过工业化确实实现了。……我们取得了伟大卫国战争的胜利，不管谁怎么说，最终是取得了胜利。即使我们總體损失很大，你们知道，现在谁也不能指责组织和领导了这场胜利的人，因为如果我们在战争中失败了，那么对我国来说其后果就会悲惨得多。……正面的东西无疑是存在的，然而花了难以接受的代价。尤其是存在过镇压。这是事实。我们的数以百万计的同胞遭到镇压。这种管理国家、取得成就的方法是我们不能接受的。不能这样做。毫无疑问，在这一时期我们遇到的不简单的仅是个人崇拜，而是反对自己人民的大规模罪行。这也是事实。关于此事我们也不应当忘记。……对任何历史事件都必须对其进行全面的分析。这就是我想说的。”近年来，因为俄罗斯的扩张再次开始，普京对斯大林的评价开始变化，使用了诸如“老爷子”、“国家之父”之类的称呼。
2004年12月斯大林诞辰125周年时，俄罗斯联邦共产党总书记根纳季·久加诺夫发表文章《强国的建设者》，评价斯大林：“他成就了崇高而又伟大的事业，也为此而严厉地对待民众；他极其刻板又知识渊博，同时也犯了一些十分明显的错误；他是一个真正大公无私的人，但由于过于迷信权力有时也无暇顾及他人的感情；他在国家大事上既有深谋远虑、谨小慎微一面，而在涉及数百万人的命运上又采取比较简单粗鲁的方式，以至事后不得不长时间地、痛苦地纠正其错误。这就是斯大林。”
2009年10月29日，俄罗斯联邦总统德米特里·梅德韦杰夫在克里姆林宫网站上一个视频博客里，为10月30日政治镇压牺牲者纪念日评论：“20世纪30年代的大清洗波及范围之广令人难以想象，全国民众都深受其害，一些社会阶层被整个摧毁，实际上消灭了哥萨克。‘剥夺富农’使农民大伤元气，知识分子、工人和军人都遭受政治迫害，所有的教会代表都遭受迫害，数百万人因政治恐怖和虚假指控而丧生。但迄今仍然有人试图为镇压活动辩解，声称这么多人是为了某种崇高的国家使命而牺牲。这无疑是错误的，因为任何国家的发展，任何国家的成就、追求都绝不能以人的痛苦和损失去换取。没有什么东西能够高于人的生命的价值。绝不能为斯大林的大清洗辩护。”“纪念民族的悲剧跟纪念胜利是一样的。而极端重要的是，要让青年人不仅拥有历史知识，还要有公民感。要能够满怀感情地共同感受俄国历史中最悲惨的悲剧之一。”“我们很注意同伪造我们的历史作斗争。不过为什么我们的很多青年人常常认为，问题只在于不允许改写伟大的卫国战争的结果。而忽视重要性不亚于此的是，绝不允许在恢复历史的公正的外衣下，为那些消灭自己的人民的人辩护。”
原苏联国防部长，苏联元帅德米特里·亚佐夫在一份他逝世后才公开的采访里说出了自己对斯大林的评价：“尽管约瑟夫·维萨里奥诺维奇犯下了所有可能被指责的残酷的错误，但我并没有停止尊重他。现在很容易判断死刑和古拉格，但在30年代，我国有许多潜在的敌人。我国历史倒退的风险很大，斯大林不得不谨慎处理这些问题。”
有俄国书籍称1959年12月丘吉尔发表演说，纪念斯大林诞辰80周年。后经查证丘并无这篇演说。同样一则丑化斯大林的传闻是斯大林曾说过“一个人死亡是悲剧，但一百万人死亡不過是统计数据”，但这种说法直到1947年才在《华盛顿邮报》中出现，并没有证实这一说法的直接证据。这句话的实际最初出处是库尔特·图霍尔斯基在其文章《法国笑话》（德語：Französischer Witz）中记录的一个外交官的发言，但发言中提到的数字是十万人。
斯大林曾在1945年和1948年兩度被提名諾貝爾和平獎，以表彰他對終結第二次世界大戰的貢獻。

## 婚姻与家庭
斯大林1904年首次结婚，1907年，其妻叶卡捷琳娜·斯瓦尼泽死於斑疹伤寒。二人的儿子雅可夫·朱加什维利由姨妈抚养，成年后来到莫斯科接受高等教育。雅可夫和父亲的相处并不愉快。后来雅可夫在苏德战争中任苏联红军西方面军炮兵连上尉连长，1941年在斯摩棱斯克战役中被德军俘虏，後德军提出用雅可夫交换被俘的德国元帅弗里德里希·保盧斯，斯大林答稱“我不会用一名元帅交换一名士兵”、“我没有一个叫雅可夫的儿子”及“你们手里不只是我儿子雅可夫，还有上百万人都是我的儿子，要么把他们全部释放，要么让雅可夫和他们分享同样的命运”，断然拒绝。但在雅科夫被关押期间，斯大林曾组织过两次对他的营救，皆以失败告终。1943年，雅可夫在德国俘虏营中，因拒絕服從警衛命令而被槍殺。
1919年，41岁的斯大林再婚，第二任妻子娜杰日达·阿利卢耶娃当时18岁。后来，她为斯大林生下一个儿子瓦西里·朱加什维利和一个女儿斯维特兰娜·阿利卢耶娃。1932年11月8日，娜杰日达在陪同斯大林参加一次晚宴后，次日被发现在自己卧室自杀身亡，身边有一把左轮手枪。官方则宣称她的死因是阑尾炎。有人认为娜杰日达与斯大林在政治上存在分歧，又为丈夫的放荡和粗暴所恼，于是悲愤的选择开枪自杀。也有人认为是斯大林亲手谋杀自己的妻子，或是他指使人杀的。娜杰日达的兄弟不久之後身亡，加深人们对娜杰日达死因的疑问。
斯大林和娜杰日达的儿子瓦西里是空军飞行员，由于他屡立战功，24岁就成为苏联最年轻的空军少将。1952年他因指挥空军飞行表演发生严重的事故，被斯大林撤职。此后瓦西里曾一度意志消沉，常常酗酒闹事。斯大林死后，瓦西里被逮捕并被判决八年监禁，他於1962年死于酗酒。女儿斯维特兰娜，曾因男友和第一任丈夫是犹太人而遭到父亲粗暴干涉，并于1949年被迫嫁给安德烈·日丹诺夫的儿子，但二人在1950年便离婚。1967年，斯维特兰娜从苏联叛逃到美国。她移居美国后发表自传，其中描述父母的关系。她同时表示自己憎恨苏联并永远都不会回到俄罗斯。斯韦特兰娜的女儿，留在苏联并成为一名火山科学家，从年轻时就定居在堪察加半岛的火山观测站，她反对母亲的政治立场。

## 著作

### 重要著作
- 《马克思主义和民族问题》 （1913年）
- 《俄罗斯各族人民权利宣言》（1917年11月2日俄历）
- 《论列宁主义基础（英语：Foundations of Leninism）》（1924年）代表作
- 《胜利冲昏头脑》 （1930年3月2日）
- 《论经济工作人员的任务》（1931年2月4日）
- 《1936年苏联宪法》
- 《联共（布）党史简明教程》 （1938年)
- 《论辩证唯物主义和历史唯物主义》（1938年)
- 《斯大林1939年8月19日在苏共中央政治局会议上关于“苏联与英法代表团谈判”问题的讲话（英语：Stalin's speech of 19 August 1939）》存疑
- 《第227号命令》 （1942年7月28日）
- 《第270号令》 （1941年8月16日）
- 《历史的伪造者——苏联情报局所发表的历史记录（英语：Falsifiers of History）》（1948年）不署名编辑
- 《马克思主义和语言学问题》 （1950年）
- 《苏联社会主义经济问题》 （1951年）代表作
- 《斯大林1952年3月10日照会（英语：Stalin Note）》
- 《斯大林诗歌》

### 著作集
- 《斯大林选集》共5卷，中文版1949东北新华书店
- 《斯大林选集》上下卷，中文版1979人民出版社
- 《列宁斯大林军事文选》，中文版1962军事科学院
- 《斯大林军事文集》，中文版1981战士出版社

### 全集
- 《斯大林全集》全13卷，中文版1953人民出版社
- 《斯大林全集》续14-16卷，俄文版1965年胡佛研究所
- 《斯大林全集》续14-16卷，俄文版1965年“作家”出版社
- 《斯大林全集》续17卷，俄文版“北方王冠”科学出版公司
- 《斯大林全集》续18卷，俄文版“联盟”信息出版中心
- 《斯大林全集》正卷20卷，中文版2016诸夏怀斯社，2022莫斯科祖国出版社
- 《斯大林全集》附卷10卷，中文版2016诸夏怀斯社

## 備注
1. ↑  “约瑟夫·维萨里奥诺维奇”是对斯大林的敬称，当俄罗斯人连用他人的名加上父称的时候就是表敬意。
2. ↑  也有传言称这句话的原始出处是斯大林下令处决在苏德战场失利造成苏军严重损失的德米特里·巴甫洛夫大将时对为其辩护的人所说的“一个人（巴甫洛夫大将）的死固然是个悲剧，但是因为他的错误而牺牲的百万红军战士难道就只是一个统计数字？”[124]

## 延伸阅读
1. 弗拉基米尔·卡尔波夫. . 2005. ISBN 7-80190-701-9.
2. 列夫·托洛茨基. . ISBN 7-5060-1168-9.
3. 沃尔科戈诺夫. . ISBN 7-8017-3199-9.
4. 叶梅利亚诺夫. . 2006. ISBN 7-5447-0052-6.
5. 叶梅利亚诺夫. . 2006. ISBN 7-5447-0053-4.
6. 罗伊·梅德韦杰夫. . 2005. ISBN 7-5060-2166-8.
7. 亨利·佩林，德·安·沃尔科戈诺夫，詹姆斯·麦格雷戈·伯恩斯. . 2003. ISBN 7-8017-3212-X.
8. 鲍里斯·瓦季莫维奇·索科洛夫. . 2005. ISBN 7-5043-4585-7.
9. 袁南生. . 2005. ISBN 7-5438-2143-5.
10. 杨奎松. . 2005. ISBN 7-210-02127-2.
11. 沈志华. . 2003. ISBN 7-218-04411-5.